# 요미우리 자이언츠
요미우리 자이언츠(일본어: 読売ジャイアンツ 요미우리자이안츠[*], 영어: Yomiuri Giants, 약칭: 교진(巨人), 자이언츠)는 일본의 프로 야구 구단이며, 센트럴 리그 소속이다. 현존하는 일본 프로 야구 12개 구단 가운데 가장 역사가 길며 우승횟수가 가장 높은 팀이다.
1934년 12월 26일에 도쿄 자이언츠(대일본도쿄야구클럽, 大日本東京野球倶楽部 다이닛폰도쿄야큐쿠라부[*])라는 이름으로 창단하여 1965년 ~ 1973년까지 9년 연속 일본 시리즈를 우승하는 등 센트럴 리그 우승 47회, 일본 시리즈 우승 22회를 달성했다. 도쿄 야쿠르트 스왈로스와 함께 도쿄도를 연고지로 두고 있으며, 현재 도쿄 돔을 홈 구장으로 사용하고 있다.

## 구단의 역사

### 탄생
1931년, 요미우리 신문사 사장 쇼리키 마쓰타로가 중심이 되면서 미국 메이저 리그 선발팀을 일본으로 초대하여 일본 대표 선발팀과 6개 대학을 중심으로 한 대학의 강호 팀들과의 경기를 실시해 흥행에 성공했다. 이에 감명을 받은 쇼리키는 다시 메이저 리그 선발군을 초대하려고 했고, 특히 당시 메이저 리그의 흥행을 이끌고 있던 베이브 루스를 초청하려 하였다. 그러나 1932년 당시 일본 문부성에서 야구 통제 훈령을 발령하면서 메이저 리그 선발군과 당시 대흥행을 거두고 있었던 대학 야구팀 간의 경기가 끝내 열리지는 못했다.
이치오카 다다오, 아사누마 요시오, 미야케 다이스케, 스즈키 소타로 등의 4명이 그 대책으로서 “직업 야구 팀의 결성을 하는 것이 어떻겠느냐”고 쇼리키에게 제안했고 그 결과 1934년 6월 9일, 일본 공업 클럽에서 열린 ‘직업 야구단 발기인회’를 열고 6월 11일에 창립 사무소를 설치했다. 같은 해 선수 영입이 시작되면서 첫 번째 선수인 미하라 오사무를 영입하는 등 팀의 형태를 갖추어 나가기 시작했다.
1934년 10월 15일, 지바현의 해안에 새로 설립된 구장에서 팀을 결성했고, 11월 2일 요코하마에 메이저 리그 선발팀이 도착하는 등 일본 대표 선발팀과의 친선 경기를 실시했고, 결국 일본 대표 선발팀은 메이저 리그 선발팀의 압도적인 실력에 밀려 15전 전패를 기록했다. 그러나 베이브 루스, 루 게릭 등을 포함한 메이저 리그 선발팀은 커다란 관심을 받았고 12월 26일 일본 대표 선발팀 선수들을 중심으로 주식회사 대일본 도쿄 야구 클럽(株式会社大日本東京野球倶楽部)이 결성되었다.
1935년 1월 14일부터 2월 3일까지 구사나기 구장에서 연습을 계속하며 2월 14일에 제1차 미국 원정에 나섰다. 이 때 ‘대일본 도쿄 야구 클럽’이라는 팀의 이름이 너무 길다는 미국의 요청에 따라 팀명을 ‘도쿄 자이언츠’(東京ジャイアンツ)으로 변경되었다. 그리고 일본으로 돌아온 후 1936년에 도쿄 교진군(東京巨人軍)이라는 이름으로 정식 개칭한다. 이것이 요미우리 자이언츠의 시작이다. 이후 제1차 원정에서는 마이너 리그 팀을 상대로 128일 동안 109경기를 치루었는데 다베 다케오가 105개의 도루를 기록하는 등 선전한 덕분에 대전 성적은 75승 33패 1무를 기록했다. 7월 16일에 귀국해 9월 6일부터는 일본 국내 각지를 돌아다녔는데 이것이 그 다음 해부터 이루어진 직업 야구단의 잇따르는 결성의 계기가 되었다.
1936년 2월 14일, 제2차 미국 원정을 위해 미국으로 떠났는데 그 이전인 2월 9일부터 ‘요미우리 미국 원정 송별 경기 겸 나고야 긴코군 결성 기념 경기’ 라는 이름으로 나고야 긴코군과 3경기를 펼쳤고 이것이 현재의 일본의 프로 야구 조직에 속하는 구단끼리의 첫 경기였다. 미국에서는 1차와 같이 마이너 리그 팀을 상대로 89일간(10주) 경기를 치르며 76경기를 치러 대전 성적은 42승 1무 33패를 기록했다.

### 전쟁 전기

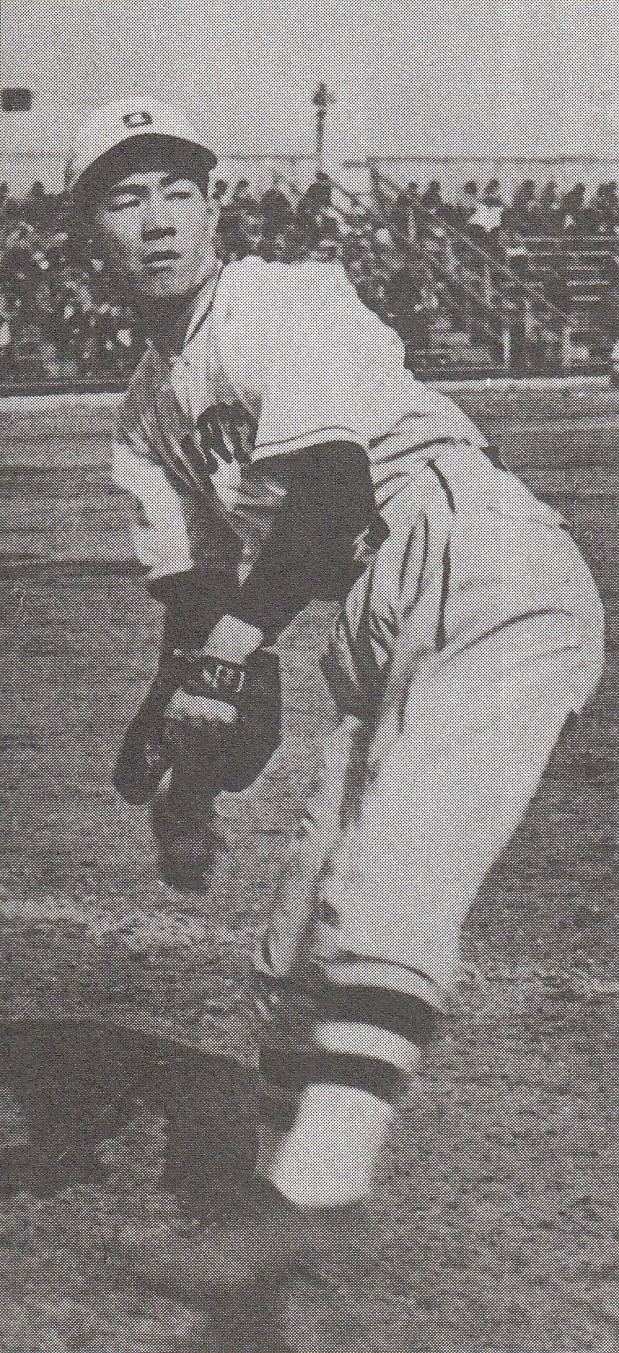
1937년~1943년 요미우리의 전신인 도쿄 교진군의 대표적인 에이스 투수였던 사와무라 에이지

1936년에는 쇼리키의 적극적인 움직임과 함께 일본 국내에서 도쿄 교진군을 포함한 7개의 직업 야구단이 결성되면서 ‘일본 직업 야구 연맹’(日本職業野球連盟)이 결성되었다. 춘계 대회 때는 일본에서 첫 직업 야구 리그가 개시되었지만, 요미우리는 미국 원정 기간 와중이었기 때문에 춘계 대회를 결장하게 되었고 하계 대회에 이르러서야 참가했다. 그러나 하계 대회에서 2승 5패라는 성적으로 참패를 기록하며, 9월 5일부터 군마 현 다테바야시시의 무하야시지 분보쿠 구장에서 긴급 캠프를 차렸다. 1936년의 추계 대회는 6차례의 소규모 리그전으로 승점제로 개최되어 5번째의 리그전까지 리드하고 있었지만 6번째의 리그전에서 오사카 타이거스에게 패배하며 스자키 구장에서 3전제의 우승 결정전을 실시하게 되었고 결국 오사카 타이거스를 누르고 2승 1패라는 성적으로 공식전에서 최초로 우승한 구단이 되었다.
이듬해 1937년 9월 11일에는 고라쿠엔 구장이 개장되었고, 이 때부터 고라쿠엔 구장이 실질적인 요미우리의 홈구장이 되었다. 1939년에는 두 차례의 마닐라 원정을 실시했다. 그 이후 전쟁 직전까지 3회의 노히트 노런을 달성한 사와무라 에이지, 42승을 기록한 빅토르 스타루힌, 두 차례의 노히트 노런을 달성한 나카오 히로시, 62이닝 연속 무실점과 시즌 평균자책점 0.73(일본 기록)을 기록한 후지모토 히데오, 일본 프로 야구 사상 최초의 두 자릿수 홈런 타자이자 3관왕(1965년에 프로 야구 실행 위원회에서 인정)을 기록한 나카지마 하루야스와 함께 11시즌 동안 8회의 우승을 제패하며 제1차 황금 시대를 맞았다.
그러나 프로 야구도 태평양 전쟁에 의한 영향은 피하기 어려웠을 뿐만 아니라 징집에 의해서 주전 선수들의 이탈도 잇따르며 1940년 9월 13일에는 유니폼의 마크가 ‘G’로부터 ‘巨’(거)로 고치고 마는 등 요미우리에게도 그 영향은 미쳤다. 마침내는 1944년 11월 10일에 야구 경기가 사실상 불가능해지면서 회사는 존속하되 영업이 중지되는 등 구단은 해산되었다. 11월 13일에는 국가의 명령에 의해 일본 야구 연맹이 이름을 바꾼 일본 야구보국회가 프로 야구의 일시 중지에 관한 성명을 발표하며 전쟁 전의 프로 야구가 끝나게 되었다.

### 전쟁 후기
1946년 종전 후 리그 재개에 참가, 1947년 요미우리 신문사가 경영의 주축이 되어 구단명을 도쿄 요미우리 교진군(東京読売巨人軍)으로 개칭, 닉네임을 요미우리 자이언츠(読売ジャイアンツ)으로 정했다. 난카이 호크스의 대두와 전후 혼란으로 인해 전력 수급에 어려움이 있었던 결과, 1947년 시즌은 구단 역사상 최초로 승률이 5할을 넘기는데 실패하면서 3년 연속으로 리그 우승에 실패했다. 그러나 감독인 미하라 오사무나 ‘붉은 배트’(赤バット)의 가와카미 데쓰하루, 치바 시게루, 아오타 노보루 등을 시작으로 제1차 황금기를 이끌었던 선수들이 복귀한 데 이어 1948년 오프 시즌에는 난카이의 벳쇼 다케히코 등을 영입하는 등 전력을 착실히 증강시켜 단일 리그의 마지막 시즌이었던 1949년에는 전후 처음으로 우승을 기록했다. 1947년 6월 23일에 구로사와 도시오가 사망, 전사한 사와무라와 함께 그 등번호는 일본 프로 야구계에서의 첫 영구 결번이 되었다.

#### 양대 리그 분열
1949년 시즌 후 요미우리 신문사의 라이벌인 마이니치 신문이 설립한 마이니치 오리온스가 프로 야구에 참가하는데 있어 오리온스의 가입을 반대하던 요미우리 자이언츠, 한신 타이거스, 주니치 드래건스, 쇼치쿠 로빈스, 다이요 웨일스, 히로시마 카프, 니시니혼 파이레츠, 고쿠테쓰 스왈로스가 센트럴 리그를 이루었으며 그와 반대 입장에 서있던 한큐 브레이브스, 난카이 호크스, 도큐 플라이어스, 마이니치 오리온스, 니시테쓰 클리퍼스, 긴테쓰 펄스 등이 퍼시픽 리그를 구성하면서 리그가 양대 리그로 분열되었다.

### 미즈하라 감독 시대
1950년에 복귀한 미즈하라 시게루가 감독으로 취임했던 양대 리그 분열 첫 해에 리그 우승을 놓쳤으나 다음해인 1951년부터 팀의 중심 타자인 요나미네 가나메의 맹활약에 힘입어 리그를 3연패한데 이어 일본 시리즈에서도 단일 리그 시대의 숙적이었던 난카이를 3년 연속으로 격파하며 일본 시리즈 3연패를 달성, 제2차 황금 시대를 구축했다. 1952년 8월 8일 히로시마와의 시즌 11차전에서 일본 프로 야구 사상 최초로 정규 경기 통산 1000승을 달성(당시 총전적 1000승 38무 518패, 승률 0.659)했다. 1953년에는 리그 개막 이후 단 한 번도 1위 자리를 놓치지 않고 수성하여 우승 달성에 성공했고 시즌 기간 동안 단 한 번도 1위를 내주지 않은 이 기록은 구단 역사상 유일한 기록이다.
1954년 스기시타 시게루가 소속된 주니치 드래건스에게 리그 우승을 내주는 등 리그 2위에 그쳤지만 이듬해 1955년에는 리그 우승에 성공했고 이후 일본 시리즈에서는 난카이에게 초반에는 1승 3패로 쳐졌음에도 불구하고 내리 3연승을 달리며 역전 우승을 차지하면서 일본 시리즈를 제패했다. 이즈음부터 제2차 황금 시대를 구축했던 가와카미 데쓰하루 등의 노쇠화가 눈에 띄면서 서서히 신·구세대 교체에 대한 필요성이 제기되기 시작했다.
다음해인 1956년에도 리그 우승에 성공, 일본 시리즈에 나서 요미우리를 떠났던 미하라 오사무 감독이 이끄는 니시테쓰 라이온스와 대결했다. 이후 내리 3년을 대결하면서 언론에서는 이 대결을 ‘간류 섬의 혈전’(巌流島の決戦)이라고 표현하면서 크게 보도되었다. 이 3년 간의 대결에서는 모두 요미우리가 패배를 기록했으며, 1959년에도 리그 우승에 성공하면서 난카이와 대결하였으나 상대 투수 스기우라 다다시의 역투에 내리 4연패를 당하며 무너졌다.
그리고 1960년에는 미하라가 당시 6년 연속 최하위에 그쳤던 다이요 웨일스의 감독으로 취임, 다시 ‘간류 섬의 혈전’을 벌이게 된다. 다이요는 미하라의 수완 덕분에 결국 요미우리를 제치고 리그 우승을 달성, 시즌 종료 후 요미우리의 미즈하라 감독은 사임했다. 그러나 1958년에 나가시마 시게오가 입단하여 홈런과 타점 부문에서는 1위, 타율 2위를 기록한데 이어 이듬해인 1959년에 오 사다하루가 큰 기대를 짊어지며 입단했다. 나가시마는 입단 1년차부터 홈런과 타점 부문에서 모두 1위를 차지했고 타율도 2위를 기록하는 등의 맹활약했다.

### 가와카미 감독 시대

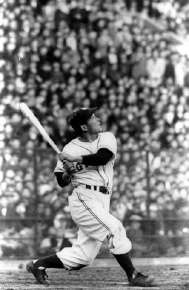
요미우리의 대표적인 간판 타자였던 가와카미 데쓰하루의 현역 시절 모습

1961년에는 미즈하라 감독의 후임으로 가와카미 데쓰하루가 차기 감독으로 취임했으며 이 해 처음으로 플로리다(베로비치)에서 전지훈련을 치뤘고 그 이후에도 몇 년 간격(67년,71년,75년,81년)으로 베로비치에서 로스앤젤레스 다저스와 합동훈련을 했지만 1983년 거품경제 때문에 엔화가 강해지자 괌 파세오 구장에서 1999년까지 전지훈련을 했으며 그 당시 롯데 자이언츠가 1984년부터 1985년, 1988년부터 1989년까지 이 곳에서 해당 구단과 합동훈련을 했는데 1984년은 역대 KBO 1호 비(非)아시아권 전지훈련이기도 했다. 취임 첫 해 타율과 홈런 2관왕을 달성한 나가시마를 중심으로 2위였던 주니치와의 1경기차로 리그 우승에 성공, 일본 시리즈에서는 난카이를 누르고 6년 만에 일본 시리즈 우승에 성공했다. 그러나 1962년에는 오 사다하루가 홈런과 타점 부문에서 2관왕을 기록하는 맹활약을 펼쳤음에도 불구하고 나가시마의 갑작스런 부진에 시달리는 등 투수진이 제대로 힘을 쓰지 못하면서 혼란의 리그 속에 결국 4위를 기록하여 리그 분열 이후 첫 B클래스(각 리그에서 4위 ~ 6위)에 머물렀다. 1963년 나가시마의 부활과 함께 5명의 투수가 10승을 거두는 대활약으로 투수진이 안정되면서 리그 우승에 성공, 일본 시리즈에선 당시까지 이기지 못했던 니시테쓰를 누르고 일본 시리즈 우승 달성에 성공했다.
1963년에는 오 사다하루와 나가시마의 타격 3개 부문은 물론 타점과 홈런 부문에서 2위까지 차지하였고 이듬해 1964년에는 오 사다하루가 한 시즌 최다 홈런 기록이 되는 55개의 홈런을 기록했으나 팀은 리그 3위에 그쳤다. 이쯤부터 각각 요미우리의 3,4번에 고정되었던 오 사다하루와 나가시마의 콤비는 일명 ON포로 불리며 실력·인기면에서는 모두 압도적인 위치를 누렸다. 또 마키노 시게루, 아라카와 히로시 등 외부 구단 출신의 코치들이 연쇄 초빙되어 1965년에는 가네다 마사이치가 고쿠테쓰로부터 10년 선수 제도를 이용하여 요미우리로 이적하는 등 1965년부터의 일본 시리즈 9연패 달성이라는 대기록을 완성하게 되었다.

#### 9년 연속 일본 시리즈 우승 달성
1965년부터 1973년까지 요미우리가 일본 시리즈 9연패라는 대기록을 세웠는데 일반적으로 이는 V9으로 불린다. 일본 시리즈 연패 기록 2위는 요미우리(1951년 ~ 1953년), 니시테쓰(1956년 ~ 1958년), 한큐(1975년 ~ 1977년), 세이부(1986년 ~ 1988년) 등의 3연패로 이 1위 기록은 타 구단의 추격을 허용하지 않는 대기록이 되었으며 V9 당시 4번째 우승을 한 1968년에는 대만 타이중에서 전지훈련을 하기도 했다.
1965년 7월 25일, 주니치와의 시즌 11차전에서 승리를 기록하면서 정규 경기 통산 2000승을 달성했는데 이 경기의 승리 투수였던 미야타 유키노리는 이후 8시반의 남자로 일약 스타로 떠올랐다. 이 해 20승을 거둔 미야타(구원으로 19승, 선발 투수로 1승)와 함께, 21승(선발 투수로 20승, 구원으로 1승)을 거둔 조노우치 구니오, 20승(선발 투수로 18승, 구원으로 2승)을 거둔 나카무라 미노루를 묶어 20승 투수를 무려 3명이나 배출했는데 이것은 전년도인 1964년 퍼시픽 리그에서 도에이 플라이어스가 세운 기록과 타이를 이루었고 센트럴 리그에선 현재까지 유일한 기록이다.
V9 기간 동안 센트럴 리그 최우수 선수를 오 사다하루는 5회 수상, 나가시마는 3회 수상을 했다. 오 사다하루와 나가시마 이외에도 가네다 마사이치, 조노우치 구니오, 호리우치 쓰네오, 다카하시 가즈미 등의 투수진과 포수 모리 마사히코, 내야수 도이 쇼조와 구로에 유키노부, 외야수 스에쓰구 도시미쓰, 시바타 이사오, 다카다 시게루를 필두로한 질 높은 야수진들이 맹활약한데다가 가와카미 감독이 마키노 수석 코치의 지도 아래 LA 다저스의 전술(스몰 볼)을 선진적으로 도입하여 치밀한 작전 야구를 펼친 것이 V9을 기록할 수 있었던 1등 공신이었다.
V9 시대의 후반기는 나가시마 등 주력 선수들의 노쇠화와 젊은 선수들의 성장 부족으로 초반보다 전반적으로는 고전하였으며 결국 1974년에는 주니치 드래건스에게 20년 만에 리그 우승 타이틀을 헌납하며 V10 달성에 실패했다. 그 해를 마지막으로 가와카미 감독이 용퇴하는데 이어 나가시마, 구로에, 모리 등 V9 시대를 이끌었던 주축 선수들이 잇달아 은퇴했다. 이 시대를 마지막으로 요미우리가 일본 시리즈를 연패한 기록은 없다.

### 제1차 나가시마 감독 시대

#### 1975년 ~ 1977년
1975년에는 작년에 은퇴를 선언했던 나가시마 시게오가 감독으로 취임, ‘클린 베이스볼’(クリーン・ベースボール)이라는 캐치프레이즈를 표방했지만 개막 6경기만에 최하위로 떨어지며 그대로 성적을 끌어올리지 못한 채 구단 역사상 최초의 최하위 성적을 기록했다. 전 구단에게 패배를 기록한 후 9월에 11연패라는 구단 역사상 최악의 연패를 당하며 10월 15일에 홈구장인 고라쿠엔 구장에서 히로시마 도요 카프의 리그 우승 헹가레를 허락했다. 그 해 오프 시즌에 닛폰햄의 하리모토 이사오, 다이헤이요 클럽 라이온스로부터 가토 하지메를 트레이드로 보강, 이듬해 1976년에는 작년 시즌에서의 최악의 부진을 뒤집는 리그 우승을 달성했다. 그러나 일본 시리즈에서는 우에다 도시하루 감독이 이끄는 한큐 브레이브스에게 3승 4패의 성적을 기록하며 패배했다. 1977년에는 오 사다하루가 통산 홈런 세계 신기록을 수립(756호)하며 팀도 리그에서 독주하는 등 2년 연속 리그 우승 달성에 성공했으나 일본 시리즈에선 한큐와 맞대결하였지만 1승 4패로 또 다시 무너졌다.

#### 1978년 ~ 1980년
다음해인 1978년에는 히로오카 다쓰로 감독이 이끄는 야쿠르트 스왈로스와 치열한 우승 쟁탈전을 펼쳤다. 8월 말에 2위였던 야쿠르트와 4~5게임차를 벌리며 우승이 거의 확실시 되었으나 9월에 들어서면서 성적이 갑자기 수직 하락, 끝내 야쿠르트에게 리그 우승을 내주고 말았다. 이 때의 부진으로 인해 야구계 내부에서는 나가시마의 감독의 지도력에 대한 의문이 커져갔다.
그리고 1978년 오프 시즌, 호세이 대학의 소속 선수인 에가와 스구루의 거취를 둘러싼 이른바 에가와 사건(속칭 ‘공백의 하루’)이 일어났는데 결국 이듬해 1979년 3월에는 에가와가 일단 한신 타이거스에 입단한 후 고바야시 시게루와의 맞트레이드를 하는 형식으로 결론이 났지만 이후 이 사건은 언론에서의 집중 공세를 받게 된다.
1979년 5월까지 리그 선두에 오르며 좋은 출발을 보였지만, 6월 이후에 부진을 면치 못하면서 끝내 B클래스인 5위에 머문 채 시즌을 마쳤다. 한편 나카하타 기요시가 주전 3루수가 되는 등 신인 선수들의 두각이 어느 정도 드러나게 되었다. 같은 해 오프 시즌 아오타 노보루가 수석 코치로 취임하여 이토에서의 추계 캠프에서 마쓰모토 다다시, 나카하타, 니시모토 다카시 등의 선수들을 맹훈련시키며 후에 이는 후에 ‘이토 캠프’로 일컬어졌다.
1980년에는 개막 초반부터 우승 레이스에서 멀어지는 등 나가시마 감독에 대한 비판의 목소리가 최고조에 이르렀다. 시즌 후반 새로운 선수들을 대거 기용하며 승률 5할을 넘겨 3위를 기록, A클래스를 확보했지만 양대 리그 분열 이후 최초로 3년 연속으로 리그 우승에 실패하는 불명예를 안게 되자 10월 21일에 나가시마는 팀 성적 부진에 대한 책임을 지고 ‘남자의 책임’(男のケジメ)이라는 말을 남기며 사임했다. 그 당일에 스포츠 닛폰이 ‘나가시마 해임’이라고 보도한 것처럼 요미우리 신문 간부에 의한 사실상의 해임이었다. 이런 움직임에 대해 요미우리 팬들은 격노하면서 요미우리 신문·호치 신문(스포츠 호치)의 구독을 중단하는 팬들이 늘어나는 등 한바탕 소동이 일어나기도 했다.

### 후지타·오 사다하루 감독 시대

#### 제1차 후지타 감독 시대(1981년 ~ 1983년)

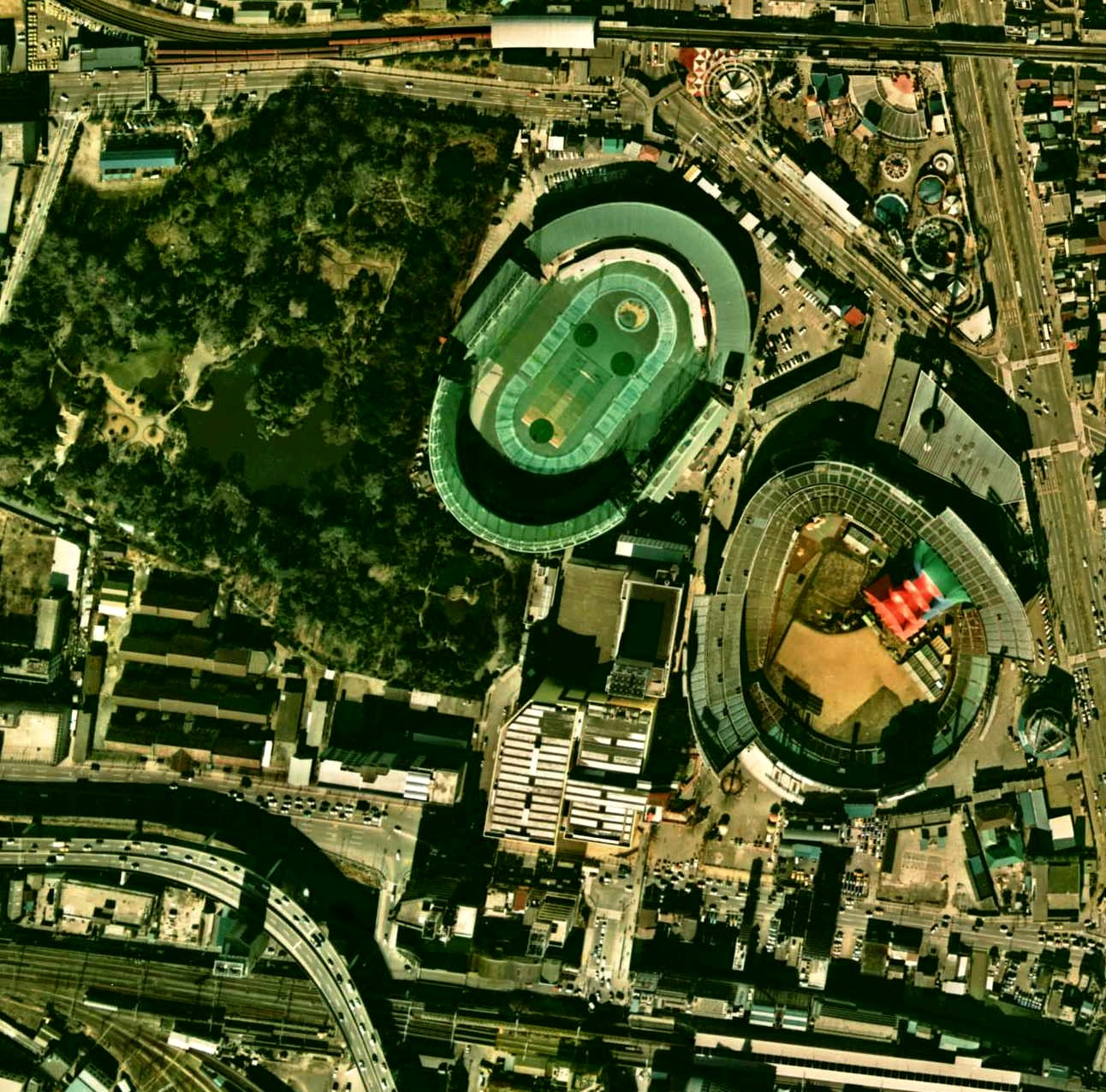
예전 홈구장인 고라쿠엔 구장의 위성 사진, 1987년에 해체되었다.

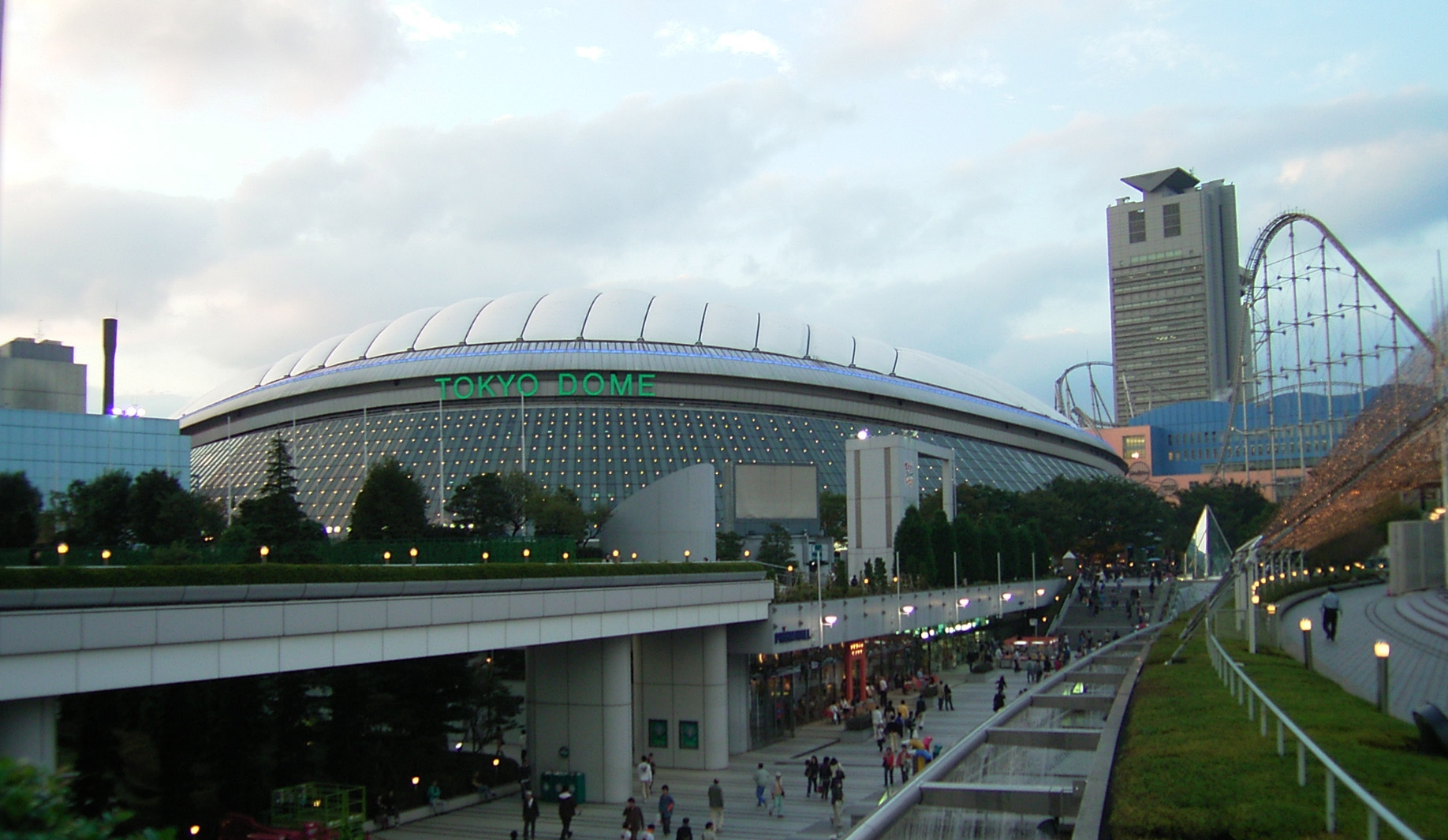
홈구장인 도쿄 돔의 전경

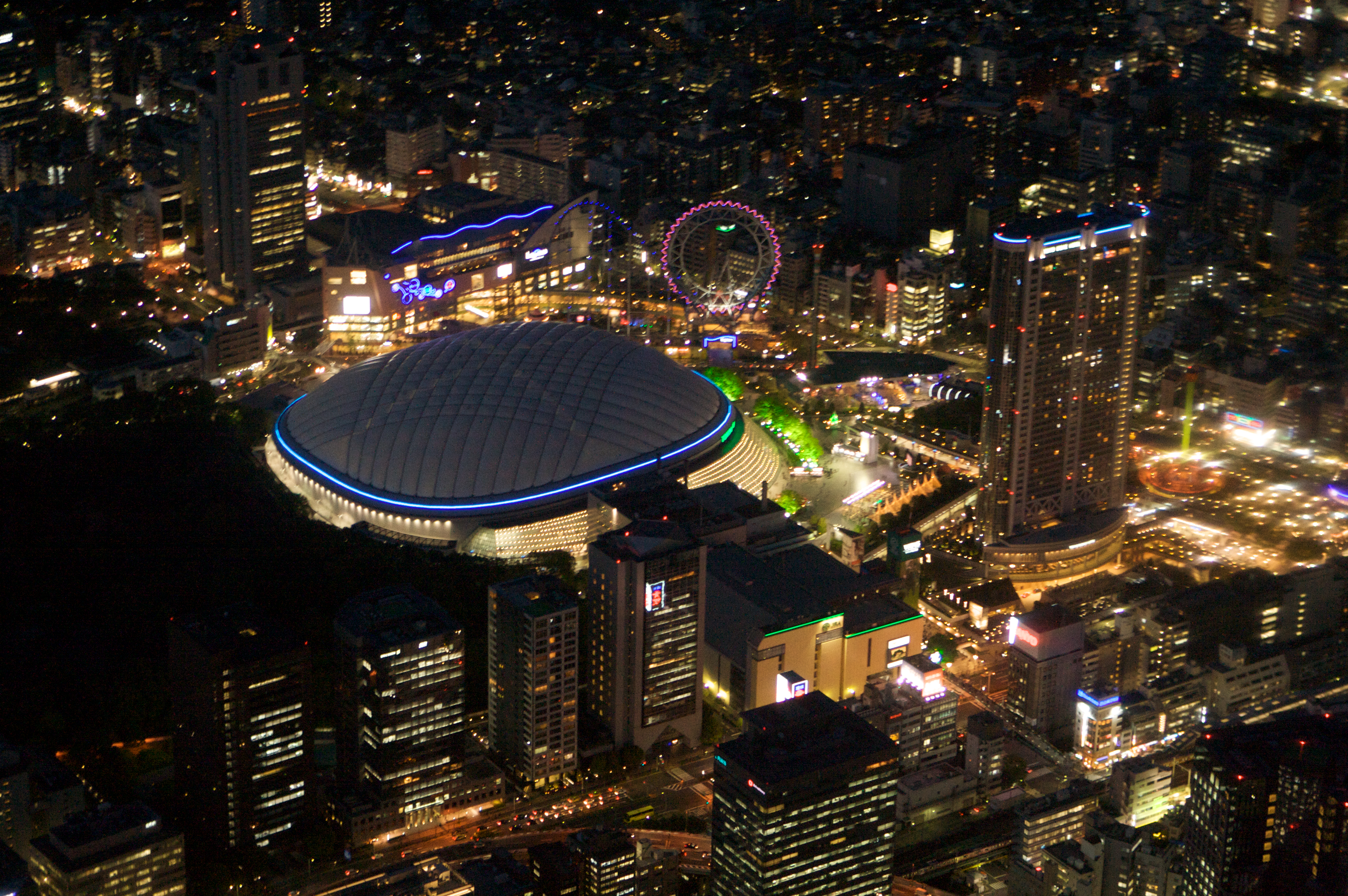
도쿄 돔 주변 야경

1981년, 후지타 모토시가 감독으로 취임하며 후지타 감독, 오 사다하루 조감독, 마키노 시게루 수석 코치에 의한 ‘트로이카 체제’가 구축되었다. 에가와 스구루, 니시모토 다카시, 사다오카 쇼지, 가토 하지메 등 선발 4인방을 중심으로 투수 왕국을 형성하여(에가와 20승, 니시모토 18승, 사다오카 11승, 가토 12승) 4년 만에 리그 우승으로 성공한 데 이어 8년 만에 일본 시리즈 제패에도 성공했다. 에가와는 역대 5번째인 투수 부문 5관왕(평균자책점, 최다승, 최고 승률, 최다 탈삼진, 최다 완봉)에 올랐으며 니시모토는 사와무라상, 스미 미쓰오가 구원왕에 오르는 등 투수 부문에서의 타이틀을 독점하여 후지타 감독의 투수 중심의 수비 야구가 성과를 거두었다. 타자 부분에서도 신인 선수인 하라 다쓰노리가 최우수 신인왕을 석권하고 시노즈카 도시오가 3할 5푼 7리의 시즌 최고 타율을 기록하는 등 젊은 선수들의 활약이 눈에 띄었으며 김재박 영입설이 있었지만 군대 문제 때문에 무산되기도 했다. 이듬해 1982년에는 0.5 게임차로 리그 2위에 그쳤다.
1983년에는 마쓰모토 다다시가 도루왕(이 당시의 도루 기록이었던 76개는 센트럴 리그 기록), 하라 다쓰노리는 시즌 103타점을 올리며 타점왕을 석권하는 등 타선의 활약에 힘입어 리그 우승에 성공했지만 일본 시리즈에서 세이부 라이온스와의 격돌 끝에 3승 4패로 패하고 말았다. 그 당시의 일본 시리즈는 끝내기 승리가 무려 세 번이나 나오면서 일본 시리즈 굴지의 명승부로 손꼽히고 있다. 참고로 텔레비전의 프로 야구 중계에서 현재까지 가장 시청률이 높았던 것은 제1차 후지타 감독 시절(평균 시청률은 25.5%)이었다.

#### 오 사다하루 감독 시대(1984년 ~ 1988년)
이후 1984년에서 1988년까지의 5년간 오 사다하루가 감독으로서 팀을 지휘하게 됐다. 1987년에는 리그 우승을 차지하며 일본 시리즈에 진출, 세이부와 맞대결하면서 1983년 일본 시리즈의 복수전을 기대했지만 2승 4패의 성적으로 우승 달성에는 실패했다. 1988년에는 홈구장을 고라쿠엔 구장에서 도쿄 돔으로 이전했으나 요시무라 사다아키나 워렌 크로마티가 부상으로 전력에서 이탈하며 선두였던 주니치와의 12경기차로 리그 2위에 그치며 성적에 대한 책임을 지고 오 사다하루 감독은 사임했다.

#### 제2차 후지타 감독 시대(1989년 ~ 1992년)
1989년, 후지타 감독이 오 사다하루의 뒤를 이어 감독직에 다시 복귀했다. 사이토 마사키(20승, 평균자책점 1.62), 구와타 마스미(17승, 평균자책점 2.60), 마키하라 히로미(12승, 평균자책점 1.79)의 세 기둥을 중심으로 한 투수 왕국을 형성하며 리그 2위인 히로시마와 9경기차를 벌려 리그 우승을 달성했다. 그 후 일본 시리즈에선 긴테쓰 버펄로스에게 내리 3연패를 당한 뒤 다시 4연승을 거두며 역전 우승에 성공, 통산 17번째 일본 시리즈 우승에 성공했다. 이 시리즈에는 재밌는 일화가 있는데 가토 데쓰로가 히어로 인터뷰 당시 “정규 시즌 중보다 편하게 던질 수 있었습니다”라는 말을 남기자 그 후 기자 회견에서 한 기자가 “(그 해 퍼시픽 리그 최하위를 기록했던) 롯데보다(박력이 없었나)?”라는 질문을 하자 가토는 “그렇네요”라고 대답했고 거기로부터 “요미우리는 롯데보다 약하다”라는 보도 내용이 나가게 되었다. 요미우리 선수들은 이 대역전 우승에 대해 이 보도가 분기의 계기가 되었다고 말했다.
이듬해 1990년 시즌에는 2년 연속 20승을 거둔 사이토를 필두로 구와타와 미야모토 가즈토모(각 14승), 기다 마사오(12승), 고다 이사오(11승) 등 5명의 투수가 10승 이상을 거두면서 130경기 중 70경기를 선발 투수가 완투하는 진기록을 남긴 선발 중심의 투수 운용으로 페넌트레이스를 이끌었고 요시무라 사다아키가 역사상 처음으로 끝내기 정규 리그 우승 홈런과 함께 사상 최고 빠른 2위인 히로시마와 22경기차로 2년 연속 리그 정상에 등극했다. 그러나 일본 시리즈에선 세이부를 상대해 선발 투수진이 붕괴되었고 공격과 수비 양쪽에서 역동력이 상실되며 내리 4연패를 당해 우승 달성에는 실패했다.
1991년에는 투수진과 타격진의 동반 부진의 영향으로 1979년 이후 12년 만의 B클래스(4위)로 시즌을 마쳤고 곤도 아키히토 수석 코치와 마쓰바라 마코토 타격 코치는 성적 부진에 대한 책임을 물어 코치직에서 각각 물러났다.
1992년 시즌 초반 부진의 영향으로 5월에는 리그 최하위로 떨어졌으나 오쿠보 히로모토와 용병 로이드 모스비가 팀에 가세, 이시게 히로시가 불펜 에이스로 두각을 나타냄에 따라 리그 전반기가 마무리되는 무렵에 리그 1위로 올라섰다. 그러나 8월 무렵부터는 다시 부진에 빠지며 리그 막판 야쿠르트, 한신, 히로시마와의 우승 4파전의 접전을 펼치다가 결국 리그 2위에 오르며 2년 연속 리그 우승에 실패했다. 1992년 시즌 마지막으로 후지타 감독은 팀을 떠났고 후임에는 ‘감독 재수생’ 중 나가시마 시게오가 13년 만에 다시 친정팀의 감독으로 재부임했다.

### 제2차 나가시마 감독 시대

#### 1993년 ~ 1996년
1993년, 나가시마 감독이 현역 시절 자신의 등번호인 ‘3’을 두 번 붙인 ‘33’번을 달고 복귀했다. 같은 해 드래프트 회의에서 주목받고 있던 신예 마쓰이 히데키의 교섭권을 한신, 주니치, 다이에 호크스와의 경합 끝에 영입했다. 마쓰이가 그 후 1990년대부터 2000년대 초반까지 팀의 얼굴이자 타격의 중심, 팀의 얼굴, 정신적 지주로써 중요한 역할을 수행했다. 또한 제시 바필드, 야쿠르트로부터 나가시마 가즈시게를 영입하며 3년 만에 팀 우승을 기대하게 했지만 주력 타자들의 부진으로 끝내 리그 3위에 그쳤다. 그 해 처음으로 도입된 자유계약제도(FA)로 FA 선언을 했던 주니치의 오치아이 히로미쓰를 영입했는데 이에 대한 반발로 같은 포지션에 있었던 고마다 노리히로가 FA 자격으로 요코하마 베이스타스로 이적했다. 또한 요코하마로부터 FA를 취득한 야시키 가나메를 영입했다.
1994년, 리그 전반 투타에서 다른 팀들을 압도하며 독보적인 리그 1위 자리에 올랐으나 막판 최대 10경기차 이상 벌어져 있던 주니치에게 따라잡히며 시즌 최종전(10월 8일의 대 주니치 전(나고야 구장), 이른바 ‘10월 8일 결전’)이 우승 팀 결정전이 되었다. 사상 최초로 동률 팀끼리의 최종 경기이며 선두 결정의 우승 결정전은 일본 전역의 큰 관심을 끌어 각 언론에서 크게 보도했다. 나가시마 감독은 이를 ‘국민적 행사’라고 칭했는데 그 경기에서 마키하라 히로미, 사이토 마사키, 구와타 마스미 등 당시 에이스 ‘세 명의 기둥’의 연투에 힘입어 리그 우승을 달성했다. 이후 일본 시리즈에서는 4승 2패의 성적으로 세이부를 물리치며 팀 통산 18번째 일본 시리즈 우승에 성공했다.
1995년, 긴테쓰의 아와노 히데유키를 고다 이사오와의 트레이드로 영입, 또 히로시마의 가와구치 가즈히사와 야쿠르트의 히로사와 가쓰미를 FA로 영입하고 야쿠르트로부터 잭 하웰, 미네소타 트윈스로부터 셰인 맥을 영입하며 적극적으로 전력을 보강했음에도 불구하고 시즌 3위에 그쳤다. 그 후, 그 해의 부진을 털고 다음 시즌 우승을 목표로 하고 나가시마 감독이 했던 말인 ‘메이크도라마’는 선수들의 분발을 재촉했고 그 해 하라 다쓰노리가 시즌 최종전을 마지막으로 은퇴했다.
1996년, 시즌 도중 새롭게 보강한 마리오 브리또와 마쓰이의 맹활약으로 리그 역사상 최다 경기차인 11.5경기차로 리그 우승에 성공했다. 이로써 전년의 치욕을 완전히 되갚았고 지난 시즌 나가시마가 말했던 ‘메이크도라마’는 그 해의 리그 우승을 뜻하는 경우가 많다. 그러나 일본 시리즈에선 오릭스 블루웨이브에게 3연패를 당한 뒤 뒤늦게 1승을 거두며 ‘메이크도라마를 다시’ 기대했지만 끝내 5차전에서 패배하고 일본 시리즈의 총전적 1승 4패의 성적을 기록하면서 우승에 실패하였다.

#### 1997년 ~ 2001년
1997년에 세이부의 기요하라 가즈히로가 FA 권한을 행사하여 입단, 마쓰이와 함께 ON포(오 사다하루·나가시마)에 견줄만한 강타자 콤비 ‘MK포’를 기대케 했다. 하지만 기요하라에게 밀려나오듯 오치아이는 기자회견에서 복잡한 심경을 밝히며 닛폰햄 파이터스로 이적했다. 지바 롯데 마린스로부터 에릭 힐만까지 자유 계약 선수로 영입했지만 힐만을 포함한 주요 선수들이 부진에 빠진데다가 부상자가 속출하면서 리그 한 때 최하위까지 떨어지는 등 고전했다. 결국 리그 4위로 시즌을 마쳤고 그 해 오프 시즌에는 다카하시 요시노부가 입단했다.
1998년 리그 전반부에는 요코하마, 주니치와 선두 경쟁을 펼치고 있었으나 전반기 좋은 활약을 보이던 조성민이 올스타전에서 팔꿈치 부상을 당하며 전력에서 이탈한데다가 발비노 갈베스가 위협구를 던졌다는 이유로 경기 도중에 퇴장 당하여 팀에서 이탈하는 등 수많은 난재 끝에 3위로 리그를 마감했다. 같은 해 오프 시즌에는 우에하라 고지, 니오카 도모히로가 입단하였다.
1999년, 무라타 신이치의 이탈이나 기요하라의 부상 등 많은 악재가 있었으나 20승을 거둔 우에하라와 시즌 중 영입된 도밍고 마르티네스의 활약으로 리그 2위를 기록했다.
2000년, FA로 풀려있던 다이에의 구도 기미야스, 히로시마의 에토 아키라를 영입하고 한신의 대럴 메이를 영입했다. 나가시마 감독은 자신이 달고 있던 등번호 33번을 에토에게 준 후 자신이 현역 시절에 사용했던 영구 결번 3번을 25년 만에 사용하였다. 마쓰이가 4번 타자로 자리잡은 데 이어 5번에 마르티네스와 기요하라, 6번에 다카하시가 맹활약한 타선을 비롯 투타가 모두 리그를 압도하며 2위 주니치와 8경기차로 리그 우승에 성공했다. 9월 24일에 있은 우승 결정전에서는 0-4로 지던 9회말 에토의 만루 홈런에 이은 니오카의 끝내기 홈런으로 극적인 승부를 펼치며 우승을 결정지었다. 일본 시리즈 상대는 V9 시대에 자신과 주축을 담당했던 오 사다하루가 이끄는 다이에와의 결전이었다. ‘ON 감독 대결’로서 전국적으로 많은 인기를 끌었다. 시리즈는 초반에 2연패를 끊으며 최악의 스타트를 끊었으나 그 후 단번에 4연승을 하는 등 홈구장 도쿄 돔에서 19번째의 일본 시리즈 우승을 달성했다.
2001년에는 팀내 정포수 후보로 아베 신노스케가 입단했다. 시즌 막판까지 야쿠르트와 우승 경쟁을 펼쳤으나 결국 리그 2위에 그쳤다. 그 해를 마지막으로 나가시마 감독은 요미우리 감독직에서 물러난 뒤 종신 명예 감독으로 취임하였다. 그와 함께 나가시마 시대를 이끌었던 많은 선수들이 은퇴했고, 후임 감독으로 하라 다쓰노리 수석 코치가 취임하였다.

### 제1차 하라 감독 시대

#### 2002년
하라 감독과 함께 가토리 요시타카 수석 코치는 투수진에 대한 전반적인 재개편을 하면서 하라 감독은 부임 첫 해에 전 구단을 상대로 성적을 앞세우며 리그 우승에 성공했다. 또한 일본 시리즈에서 세이부를 만나 구단 역사상 최초로 내리 4연승을 거두며 팀 통산 20번째 일본 시리즈 정상에 올랐다. 그러나 오프 시즌에 팀을 이끌던 주축 타자 마쓰이 히데키가 FA 선언을 하며 뉴욕 양키스로 이적했는데 이에 앞서 11월 17일 뉴욕 양키스와 우호협정을 맺었다.

#### 2003년
이듬해에는 마쓰이의 공백을 메우기 위해 야쿠르트로부터 로베르토 페타지니를 영입했으나 하라 감독이 선수들의 수비 위치에 얽힌 문제를 제대로 해결하지 못한데다가 가토리 수석 코치마저 일임된 투수진을 제대로 정비하지 못한 영향으로 시즌 막판 9연패를 당하는 등 리그 우승을 차지한 한신에게 15.5경기차로 밀리며 리그 3위에 그쳤다. 그리고 9월 25일에 하라는 이 결과에 대해 책임을 지며 사임했다. 사임 당시에 전국적으로 인기있는 하라 감독과 와타나베 쓰네오 구단주 간의 갈등이 있었다는 사실이 언론에 보도되어 그 사실에 실망한 요미우리 팬들이 떨어져 나갔고 이 혼란을 원인으로 가와이 마사히로가 코치 취임 요청을 사퇴해 주니치로 이적했다.

### 호리우치 감독 시대

#### 2004년
V9 시대의 에이스 투수로 활약했던 호리우치 쓰네오가 감독으로 전격 취임했다. 프랜차이즈 스타로 떠오른 다카하시 요시노부를 중심으로 하여 전년도 긴테쓰와의 계약을 마친 터피 로즈, 다이에에서 무릎 인대 부상 이후 출전하지 못하던 고쿠보 히로키를 영입했다. 기요하라 가즈히로, 페타지니, 에토 아키라 등 다양한 구단에서 4번 타자로 활약하던 선수들이 한 팀의 타선을 구성하는 초중량 타선이 생겼다. 나가시마 종신 명예 감독은 이 타선을 ‘사상 최강의 타선’이라고 이름을 붙였는데 1년 동안 259개의 팀 홈런을 기록하는 일본 프로 야구 역사상 신기록을 수립했다. 그러나 투수진의 부진으로 악재가 겹쳐 팀 성적은 2년 연속 3위에 그치고 말았다. 긴테쓰·오릭스의 합병 문제가 생겼던 프로 야구 재편 문제에서는 구단 스카우트 과정에서 부정 행위가 발생하자 이에 대한 책임을 지고 와타나베 쓰네오가 구단주 자리에서 물러났다.

#### 2005년
포지션간의 경쟁을 멈추게 하며 1년 동안 타선을 고정함에 따라 이를 ‘부동명왕 타선’이라고 이름을 붙였으나 다카하시 요시노부, 니오카 도모히로 등이 일제히 부상을 당했다. 그 해 처음 도입된 센트럴·퍼시픽 리그 교류전에서 종합 순위 4위(센트럴 리그에서는 2위)를 기록하며 선전했으나 투수진이 붕괴되고 팀이 사실상 공중 분해되는 상황을 겪으면서 8년 만에 B클래스인 5위로 시즌을 마쳤다. 또 하라 감독의 사임 소동 이후 요미우리의 인기가 단번에 떨어지면서 관중 동원 수가 감소하고 TV 시청률도 급격히 감소했다. 이렇게 팀이 큰 침체에 빠지면서 성적 부진과 부상에 시달린 터피 로즈와 기요하라가 8월 무렵 팀 편성에서 사실상 이탈해 팀 구성이 어긋나면서 첫 외부 구단 출신으로 호시노 센이치 시니어 디렉터의 이름이 올랐다. 호시노 초빙의 보도가 표면화되면서 구단 출신자만이 감독이 되던 전통을 무너뜨리는 것에 대한 일부 OB나 팬들이 반발하면서 9월 10일 호시노는 기자회견을 열어 한신에 잔류하겠다는 입장을 밝혔다. 10월 5일 호리우치 감독이 팀 성적 부진에 대한 책임지고 임기를 1년 남긴 채 사퇴하며 후임 감독으로는 하라 다쓰노리가 2년 만에 복귀하는 것으로 결정됐다.

### 제2차 하라 감독 시대
처음 요미우리 감독을 맡았던 시절에는 요미우리에서 현역으로 활약했던 선수 출신들을 중심으로 코치진을 구성했던 하라 감독이었지만 이번 두 번째 임기에선 다른 구단으로부터 경험이 풍부한 인재를 영입하길 원했다. 수석 코치에 곤도 아키히토, 수비 주루 코치로 시노즈카 가즈노리가 복귀했고, 투수 코치로 오바나 다카오를 초빙했다. 또 1994년부터 2002년까지 타격 코치를 맡다가 2003년 히로시마로 떠났던 우치다 준조가 복귀했다. 또한 적극적인 선수 보강에 들어갔는데 오릭스에서 자유 계약으로 떠난 제레미 파웰, FA 선언을 한 도요다 기요시(세이부), 노구치 시게키(주니치)를 차례로 영입했다. 야수에서는 전년도 일본 시리즈에서 활약했던 지바 롯데 마린스의 이승엽을 영입한데 이어 현금 트레이드로 골든 글러브상 4회 수상에 빛나는 고사카 마코토까지 영입했다. 동시에 기존 전력에 대한 정리 작업도 진행되었는데 지난 시즌부터 팀 전력 구상에서 사실상 빠진 기요하라와 로즈를 자유 계약으로 방출했고 도요다에 대한 FA 보상선수로 지명하였다.

#### 2006년
2005년 월드 시리즈를 재패한 시카고 화이트삭스의 스몰 베이스볼을 팀 방침으로 내세웠다. 개막 초반에는 이러한 방침이 잘 먹혀들면서 리그 선두를 질주했지만 5월 교류전 즈음에 주전 선수들이 잇달아 이탈하면서 팀 순위가 점점 내려갔다. 결국 시즌 도중 세이부를 떠나 메이저 리그에 도전했다가 돌아온 오제키 다쓰야를 입단 테스트로 영입, 히로시마의 기무라 다쿠야를 맞트레이드로 영입했고, 한신에서 방출당했지만 멕시칸 리그에서 좋은 성적을 거두고 있던 조지 아리아스를 영입하는 등 시즌 중 전력 보강으로 재건을 도모했으나 6~7월에 8연패, 10연패, 9연패 등 연달아 연패당하는 등 한 때 리그 최하위까지 내려앉았다. 끝내 투수진은 조금 나아졌으나 야수진이 크게 부진하면서 리그 4위에 그치는 등 구단 역사상 4년 연속 우승 실패와 2년 연속 B클래스의 성적을 기록했다.
이러한 충격적인 결과를 맞이한 구단은 새로운 개혁에 착수했다. 구단 수뇌진은 우선 주루 플레이 부분에서의 강화를 위해 세이부의 황금기를 이끌었던 3루 베이스 코치를 역임한 이하라 하루키를 야수 종합 코치로 초빙한데 이어 시노즈카 주루 코치를 타격 코치로 배치 전환하고 이세 다카오를 타격 코치 보좌로 현장 복귀시켰다. 또 곤도 아키히토 수석 코치가 퇴임하면서 총괄 디렉터로 부임, 거기에 따라 개막 직전에는 이하라가 수석 코치를 겸하게 되었다. 니시 도시히사를 맞트레이드로 요코하마로 보냈고, 고쿠보가 FA로 소프트뱅크로 이적하며 선수진을 정리했고 소프트뱅크에서 전력 외로 구분되던 베테랑 오미치 노리요시를 무상 트레이드로 영입한데 이어 오릭스의 다니 요시토모를 맞트레이드로, 닛폰햄의 오가사와라 미치히로를 FA로 영입했다. 추가로 잔류를 전제로 했던 FA 교섭이 중단되었던 요코하마의 가도쿠라 겐도 영입했다. 보상 선수로 구도를 방출하고 소프트뱅크로부터 고쿠보의 보상 선수인 요시타케 신타로를 받았다.

#### 2007년
5월 2일, 나고야 돔에서 열린 주니치와의 시즌 5차전에서 일본 프로 야구 사상 최초로 구단 통산 5000승을 달성했다. 지금까지 주로 클린업 트리오로 활약했던 다카하시를 1번으로, 부상 또는 부진에 시달리고 있던 우에하라를 선발에서 마무리로 전환시키는 등을 대성공을 거두면서 전년도와 같은 연패를 당하지 않고 시즌을 안정적으로 풀어나갈 수 있었다. 승부처였던 교류전에서도 2위를 기록하면서 9월 23일 요코하마전에서 승리하는 등 그 해에 처음 도입된 클라이맥스 시리즈 출전권을 리그에서 가장 먼저 따내는데 성공했다. 주니치, 한신과의 우승 경쟁전의 마지막이었던(매직 넘버에 1을 남겨두었던) 10월 2일 야쿠르트전에서는 9회말 2사 만루 상황에서 시미즈 다카유키의 유격수 내야 안타와 미야모토 신야의 1루 악송구로 2루 주자가 살아 들어오면서 끝내기 승리로 5년 만에 리그 우승을 달성했다. 그러나 같은 해 도입된 클라이맥스 시리즈 제2 스테이지에서는 제1 스테이지에서 한신을 2-0으로 누르고 올라온 주니치에게 0승 3패의 스트레이트 패배를 당하면서 사상 최초로 ‘리그 우승하고도 일본 시리즈에 출전할 수 없는 팀’이 되었다. 이 때문에 기존부터 해왔던 긴자에서의 우승 퍼레이드도 중지했다(요미우리는 지금까지 리그 우승을 해도 일본 시리즈에서 우승을 하지 못한 경우에는 우승 퍼레이드를 실시해 오지 않았지만, 일본 시리즈 출전 실패에 의한 우승 퍼레이드가 중지된 것은 처음이다).
또 다시 일본 시리즈 우승에 실패하면서 다시 선수 영입에 나선 구단 수뇌부는 기대에 부족한 성적을 냈던 외국인 3인방 제레미 곤살레스와 제레미 파웰, 데이먼 홀린스를 자유 계약으로 방출하는데 이어 지바 롯데에서 자유 계약으로 풀린 후지타 소이치, 요코하마에서 마무리로 활약했던 용병 마크 크룬, 야쿠르트에서 선발로 맹활약했던 세스 그레이싱어와 타선에서 좋은 활약을 보여줬던 알렉스 라미레스를 영입했다.

#### 2008년
시즌 개막 전부터 주전 선수들의 부상과 사카모토 하야토를 제외한 젊은 선수들의 부진으로 만족스럽게 경기를 풀어나가지 못한 채 패배를 거듭해나갔다. 페넌트레이스 개막 직후에는 시범 경기의 부진으로 이어졌고 개막전이었던 3월 25일 야쿠르트전서부터 4월 2일 도쿄 돔에서 열린 주니치전까지 구단 역사상 최악의 기록인 5연패를 기록했다. 개막전부터 4번 타자를 맡아왔던 이승엽과 마무리 투수에서 선발로 복귀한 우에하라 고지가 모두 기대의 부진으로 2군으로 내려가는 등 전력이 안정화되지 못해 개막전부터 질주에는 실패했으나, 교류전을 앞두고 페이스를 끌어올리기 위해 신인들을 대거 등용한 것이 효과를 거두면서 후반기부터는 안정적으로 승리를 쌓아가기 시작하였다. 7연승 중에 9월 19일 리그 선두를 차지하고 있던 한신과의 경기에서도 3연승, 최종적으로 구단으로서는 32년 만에 12연승을 기록하는 등 한신을 맹추격하였고 10월 8일 한신과의 맞대결에서 승리하며 리그 단독 선두로 올라서면서 10월 10일에는 접전 끝에 센트럴 리그 최다 기록인 13경기차를 뒤집은 대역전 우승에 성공했다. 11.5경기 차이를 역전했던 ‘메이크 드라마’라고 불린 1996년의 우승때보다 더 큰 경기차로 역전에 뒤집은 것으로 언론에서는 이를 ‘메이크 레전드’(メークレジェンド)라고 불렀다.
클라이맥스 시리즈에서는 제2 스테이지에서 다시 주니치와 대결했고 그 해에 처음으로 추가된 어드벤티지로 얻은 1승을 추가해 결국 3승 1패로 주니치를 누르고 2002년 이후 오랜만에 일본 시리즈에 진출했다. 그러나 일본 시리즈에선 3승 4패로 세이부에게 패하면서 일본 시리즈 우승 탈환에는 실패했다.

#### 2009년
그 해에 하라 다쓰노리 감독이 2009년 월드 베이스볼 클래식 일본 대표팀 감독으로 취임해 시즌 개막 전에는 이하라 하루키 수석 코치가 감독 대행을 맡았다. 사카모토를 1번 타순에 고정하고 마쓰모토 데쓰야를 2번 타순으로 고정하여 테이블 세터를 짜는 등 선수 기용이 맞아떨어지며 개막 8경기만에 리그 선두로 올라선 후 시즌 내내 선두 자리를 유지했고 2009년 9월 23일 주니치 드래건스와의 경기에서 5-3으로 승리하며 V9 시대 이후 최초의 3년 연속 리그 우승으로 통산 33번째 센트럴 리그 우승을 달성했다. 클라이맥스 시리즈에서는 제2 스테이지에서 주니치와 대전, 어드밴티지 1승을 포함한 3승 1패를 거두며 2년 연속 일본 시리즈 진출에 성공했다. 1981년 고라쿠엔 구장에서의 일본 시리즈 이후 처음으로 홋카이도 닛폰햄 파이터스와 맞대결한 일본 시리즈에서는 아베 신노스케의 맹활약에 더불어 11월 7일 총전적 4승 2패로 2002년 이후 7년 만에 21번째 일본 시리즈 우승을 달성했다. 1월 14일에는 한국시리즈 우승 팀 KIA 타이거즈와의 한일 클럽 챔피언십에서까지 승리를 거두며 시즌을 마무리했다.

#### 2010년
시즌 개막 직후 지난 해를 마지막으로 현역에서 은퇴하여 코치직을 맡고 있던 기무라 다쿠야가 경기 전 연습 도중 지주막하출혈이 발병하여 급사, 야수에선 가메이 요시유키, 투수진에선 디키 곤잘레스가 부진하면서 그레이싱어마저 부상으로 팀 전력에서 장기 이탈했지만 신인 조노 히사요시가 가세한 막강한 타선의 위력은 변함없이 유지된데 이어 개막전 이후 선발 투수진들도 호조를 보이며 한동안 선두 자리를 지켰다. 그러나 7월에는 연달아 좋은 모습을 보여주던 선발진이 무너진데 이어 타선도 사카모토와 마쓰모토의 페이스가 동시에 떨어졌다. 그러나 이런 위기에도 불구하고 끝까지 선두 싸움을 이끌었으나 리그 우승에 성공한 주니치와의 1경기차로 결국 3위에 그쳤다. 클라이맥스 시리즈에서는 제1 스테이지에서 한신에 2연승을 거뒀지만 계속되는 제2 스테이지에서는 주니치와 상대하여 1승 4패의 성적으로 일본 시리즈 진출에는 실패했다.

#### 2011년
3월 11일에 발생한 동일본 대지진의 영향으로 개막이 3월 25일에서 4월 11일로 연기되어 팀 역사상 최초로 지방 구장인 우베 시 야구장(야마구치 현)에서 개막전을 치렀다. 또 4월 전국적인 절전 요청 덕분에 홈구장인 도쿄 돔의 사용이 영향을 받으면서 연기된 기간을 포함하여 리그 일정이 기존 계획보다 크게 바뀌었으며 바뀐 공인구의 영향으로 오가사와라와 라미레스를 비롯하여 타선의 장타력이 급감했다(특히 홈런에서는 2010년에 비해 많은 손해를 봤다). 하지만 투수진에서는 신인 사와무라 히로카즈가 4월 21일에 프로 첫 승을 거두며 선발 투수진을 이끌었다. 그러나 쓸만한 마무리 투수를 발견하지 못했고 주전 포수였던 아베가 부상으로 팀 전력에서 이탈한데다가 지난 시즌이 끝나고 수급했던 외국인 선수들이 제대로 활약하지 못하며 올스타전까지의 전반기에는 B클래스로 부진했다. 하지만 후반기 들어 구보 유야가 주전 마무리로 자리잡은 덕분에 8월에는 7연승을 비롯하여 페이스를 빠르게 회복해나갔다. 리그 막판은 한신과 3위 자리를 두고 대결을 벌였지만 10월 한신과 주니치를 상대로 가진 6연전에서 5승 1패를 거두며 클라이맥스 시리즈에 진출하는 데 성공하는 동시에 주니치의 리그 우승 확정을 저지했다. 결국 선두 주니치와 3.5게임차 3위로 정규 시즌을 마무리지었다. 이후 클라이맥스 시리즈에서 처음으로 야쿠르트와 대결을 펼쳤으나 선발 투수의 호투에도 불구하고 계투진의 부진으로 1승 2패로 탈락하고 말았다. 결국 타격진에서 조노 히사요시가 타격왕, 후지무라 다이스케가 도루왕 타이틀을 획득하는데 만족해야 했다.
11월 11일, 수석 코치 인사권에 대하여 구단 대표 기요타케 히데토시가 와타나베 쓰네오 구단 회장이 부당 개입했다고 고발하는 사건이 발생했다. 기요타케는 이 일로 인해 18일에 구단으로부터 해임 통보를 받아 대표직에서 물러났다(이 내용에 대해서는 기요타케의 난을 참조). 시즌이 끝난 후 오프 시즌 기간 동안 요코하마 DeNA 베이스타스로부터 무라타 슈이치를, 소프트뱅크로부터 스기우치 도시야를 영입하며 전력을 강화했다. 한편 그동안 활약했던 용병 라미레스, 그레이싱어, 오무라 사부로가 팀을 떠났다(라미레스는 요코하마 DeNA에, 오무라와 그레이싱어는 지바 롯데로 각각 이적).

#### 2012년
개막 초반부터 주력 선수들의 부진으로 인해 침체를 겪었는데 특히 4월 4일 히로시마전(마쓰다 스타디움)에서 패하여 최하위로 떨어지는 수모를 겪었고 개막 8경기째에 홈런 없이 5차례의 완봉패를 당하면서 46이닝 무득점이라는 불명예스런 기록을 남기는 등 4월 한 달간 2차례나 5연패를 기록했다. 그러나 5월에는 10연승(중간에는 3번의 무승부)을 기록했고 5월 14일에는 5할 대의 승률을 기록했다. 교류전에 들어가면서 호조는 계속되었고 6월 6일에는 리그 단독 선두로 올라서면서 6월 16일의 라쿠텐전(K스타 미야기)에서 승리하는 등 센트럴 리그 구단으로서는 최초로 교류전 우승을 달성했다. 그 후 주니치와의 선두 경쟁을 펼쳐 7월 1일에는 단독 선두 자리에 올라섰고 주니치와의 4경기 반차이로 전반기를 마감했다.
후반기에 들어간 8월에는 6연승과 7연승을 연거푸 기록했고, 8월 23일에는 매직 넘버 30을 만들어 9월 8일의 야쿠르트전에서 승리하는 등 클라이맥스 시리즈 진출을 결정지었다. 9월 21일에는 야쿠르트전(도쿄 돔)에서 승리해 3년 만에 통산 34번째의 리그 우승을 달성하였는데 최종적으로 86승 15무 43패를 기록하여 2위 주니치와의 10경기 반차이를 냈다. 타자 부문에서는 아베 신노스케가 수위타자, 타점왕 등 2관왕을 차지했고 조노 히사요시와 사카모토 하야토가 최다 안타를 획득했다. 투수 부문에서는 우쓰미 데쓰야가 최다승, 스기우치 도시야는 최다 탈삼진과 최고 승률로 투수 부문 2관왕을 석권했다. 클라이맥스 시리즈 파이널 스테이지에서는 2위 주니치와 상대하여 내리 3연패를 당하는 등 일본 시리즈 진출이 좌절될 위기에 몰려있었지만 이후 요미우리가 3연승을 기록하여 일본 시리즈 진출에 성공했다. 일본 시리즈에서는 지난 2009년과 마찬가지로 닛폰햄과 상대하면서 4승 2패의 성적을 기록하며 3년 만에 통산 22번째의 일본 시리즈 우승을 달성했다.
11월 8일부터 11월 11일까지 대한민국 부산 사직야구장에서 개최된 아시아 시리즈의 일본 대표로 출전해 결승전 상대인 대만 대표 라미고 몽키스를 누르고 아시아 시리즈 우승을 차지했다.

#### 2013년
개막 이후 7연승을 달리며 구단 타이 기록을 세웠다. 5월 5일 도쿄 돔에서 벌어진 히로시마 도요 카프전에서 나가시마 시게오 종신 명예감독과 요미우리 OB 마쓰이 히데키의 국민 영예상 수상식이 있었다. 교류전은 13승 10패로 전체 3위로 마무리했으며 전반기를 2위 한신 타이거즈와 2.5게임차 선두로 마무리했고 8월 9일에 우승 매직 넘버 39가 점등되었다. 9월 7일 7년 연속 클라이맥스 시리즈 진출이 확정되었으며 9월 22일 2위 한신이 야쿠르트전에서 패배를 기록하면서 역사상 35번째이자 2년 연속 센트럴 리그 우승을 확정지었다. 개막 이후 6월 잠시 한신에게 선두를 내줬던 것을 제외하곤 선두 자리를 유지했다. 클라이맥스 시리즈에서 히로시마를 상대로 3연승을 기록하며 2년 연속 일본 시리즈 진출을 확정지었다. 구단 역사상 처음으로 도호쿠 라쿠텐 골든이글스와 맞붙은 일본 시리즈에선 2승 3패로 밀리던 6차전에서 무패 기록을 이어가던 다나카 마사히로를 무너트리며 승부를 7차전까지 몰고갔지만 7차전에서 패배하며 준우승에 그쳤다. 시즌 종료 후 주니치로부터 이바타 히로카즈를 자유 계약으로 영입하였다.

#### 2014년
구단 창단 80주년을 맞이했다. 4월 19일 쿠바의 내셔널 시리즈에서 정상급 선수로 활약하고 있던 프레드릭 세페다를 영입하는 동시에 쿠바 내셔널 시리즈 리그와 우호 관계를 맺기로 발표했다. 시즌 초반부터 투타가 동반 침체에 들어가며 교류전 직전까지 선두 히로시마에게 4.5경기가 뒤쳐진 리그 3위에 그치고 있었지만 교류전에서는 소프트뱅크와 우승을 다투며 분위기를 반전시켰고 결국 교류전 최종전에서 소프트뱅크를 상대로 승리하면서 2년만에 교류전 우승을 달성했다. 6월동안 11승 5패를 기록하며 6월 8일 리그 선두에 올라섰다. 8월 13승 13패의 부진에 빠지며 한때 리그 2위 한신 타이거스에게 0.5경기차 추격까지 받았지만 결국 리그 선두 자리를 내주지 않았고 9월 4일 처음으로 우승을 향한 매직 넘버를 점등시켰다. 20일 야쿠르트 전에서 클라이맥스 시리즈 출전을 확정지었다. 9월 26일 요코하마 DeNA 베이스타스 전에서 6대3으로 승리함과 동시에 매직 넘버 경쟁 대상자였던 히로시마가 한신에 패하면서 3년 연속이자 통산 36번째 센트럴 리그 우승을 확정지었다. 하지만 타선에 규정 타석에 도달한 3할 타자가 한 명도 없을 만큼 시즌 내내 심각했던 타격 부진, 팀 투수 오타케 간과 스가노 도모유키의 결장이 원인이 되며 클라이맥스 시리즈 파이널 스테이지에서 한신에게 클라이맥스 시리즈 사상 첫 4연패를 기록하며 일본 시리즈 진출에는 실패했다. 시즌이 끝난 후 아이카와 료지가 야쿠르트를 떠나 FA로 팀에 입단했으며 긴조 다쓰히코 역시 요코하마를 떠나 요미우리에 입단했다. 이어 MLB의 텍사스 레인저스로부터 마일스 미콜라스와 애런 포레다를 영입했다.

#### 2015년
시즌 초반에는 요코하마 DeNA 베이스타스와 리그 선두를 다투는 양상으로 시즌이 전개됐다. 4월 15일 하라 감독이 인플루엔자바이러스 B형에 감염되어 집에서 휴식을 취하면서 가와이 마사히로 수석 코치가 잠시 감독 대행을 맡는다고 공식 발표했다. 약 1주간 감독 대행 체제가 유지되다가 4월 21일 히로시마전에서 하라 감독이 복귀했다. 4월 말, 아베 신노스케. 사카모토 하야토, 가메이 요시유키가 연달아 부상을 당하면서 팀 보강에 중점을 맞춰, 메이저리그에서 후안 프란시스코를 영입하며 빈 자리를 메꾸려 했다. 교류전에서는 4년만에 패배를 더 많이 기록하며 전체 11위에 그쳤다. 6월 후반 한신 타이거스에게 센트럴 리그 선두 자리를 내줬지만 7월 초 바로 다시 리그 1위 자리를 되찾아 왔다. 그러나 전반기 마지막 시리즈였던 요코하마 DeNA 베이스타스와의 3연전에서 전패를 기록하며 다시 리그 선두 자리를 내주고 말았다. 7월 18일 메이저 리그 뉴욕 메츠 트리플 A에서 알렉스 카스테야노스를 영입했다. 8월 15일 메이지 진구 야구장에서 펼쳐진 야쿠르트전에서 한신, 오릭스, 주니치에 이어 일본 프로 야구 역사상 네번째로 통산 10,000 경기 기록을 달성했다. 이 날 경기에선 무라타 슈이치의 홈런을 포함해 6점을 내며 6-5로 승리했다. 후반기에는 한신 타이거스, 도쿄 야쿠르트 스왈로스와 치열한 선두 다툼을 벌였다. 하지만 카스테야노스의 보강에도 불구하고 팀 타선이 좀처럼 활력을 찾지 못했고 그 때문에 결국 리그 선두에 복귀하지 못한 채 한신과 야쿠르트를 추격하는 양상으로 흘러갔다. 결국 9월 27일 도쿄 돔에서 펼쳐진 야쿠르트에서 1-2로 패배하며 야쿠르트의 우승 매직 넘버 3을 점등시킨 것이 화근이 되어 10월 2일 야쿠르트의 센트럴 리그 우승이 확정되면서 리그 4연패 도전에 실패한 채 2위로 정규 시즌을 마무리하고 만다. 클라이맥스 시리즈에서는 리그 3위 한신과의 시리즈에선 2승 1패로 승리를 거두며 야쿠르트가 기다리는 파이널 스테이지에 진출했다. 1차전에서는 주장 사카모토의 2점 홈런을 비롯하여 타선이 힘을 내며 승리를 거뒀지만 이후에는 다시 타선이 침체, 26이닝 연속 무득점을 기록하였고 수비 실책까지 겹치며 어드밴티지 1패를 포함한 1승 4패로 시리즈를 야쿠르트에게 내주고 말았다. 2년 연속 클라이 맥스 시리즈 파이널 스테이지 탈락은 이때가 처음이었다. 시리즈 종료 직후 하라 다쓰노리 감독이 사퇴 의사를 표명했고 10월 19일 기자 회견에서 감독직 사퇴를 공식 선언, 1차 감독 선임 때 2년, 2차 감독 선임 후 10년을 포함해 12년간의 요미우리 자이언츠 감독직 생활을 마무리 했다. 차기 감독으로는 구단 OB 출신이자 야구 평론가를 하고 있던 에가와 쓰구루, 수석 코치 가와이 마사히로 등이 물망에 올랐으나 10월 23일 팀 외야수 겸 1군 타격 코치를 맡고 있던 다카하시 요시노부가 새롭게 팀 감독으로 선임되었다, 이와 함께 다카하시 요시노부의 현역 선수 은퇴가 발표되었다. 동시에 이바타 히로카즈와 긴조 다쓰히코 역시 은퇴, 각각 1군 내야 수비&주루 코치, 3군 타격 코치로 보직을 옮기게 된다.
10월 26일, 다카하시 요시노부 감독 취임 회견이 열렸다. 계약 기간은 총 3년이고, 등번호는 현역 선수 때와 같은 24번을 사용하기로 했다. 또한 전임 감독인 하라 다쓰노리가 2016년 1월 1일부로 구단 특별 고문으로 취임하는 것 역시 같은 날 결정됐다. 11월 23일 팬 행사에서 다카하시 요시노부 감독의 현역 선수 은퇴식 및 감독 취임식 행사가 열렸고, 팀은 공식 시즌 종료 후에 리그 우승 탈환 및 일본 시리즈 우승을 위한 적극적인 선수 보강에 나섰다. 사이타마 세이부 라이온스로 이적했던 와키야 료타를 다시 영입했고, 상실된 팀의 장타력을 회복하기 위하여 뉴욕 양키스의 4번 타자 역할을 맡기도 했던 개럿 존스와 지바 롯데 마린스의 루이스 크루스를 보강했다.

### 다카하시 감독 시대

#### 2016년
도쿄 야쿠르트 스왈로스와의 개막 3연전에서 전승을 거두며 시즌을 시작했다. 요미우리가 새로운 감독 지휘 아래서 개막 3연전 3연승을 거둔 건 1981년 후지타 모토시 감독 이후 35년만에 거둔 성과였다. 초반에는 한신 타이거스, 히로시마 도요 카프와 선두권을 형성하며 리그 우승 경쟁을 펼쳤지만 타선 보강이 무색하게도 지난 시즌과 마찬가지로 타선 부진 이어진데다가, 대타 타율과 팀 실책이 일본 프로야구 12개 구단 중 최하위 수준으로 떨어지고, 다카하시 요시노부 신임 감독 역시 투수진 관리에 미숙함을 드러내면서 팀이 삐걱거리기 시작했다. 결국 교류전 기간 동안 승률 5할에 그치고, 같은 시기 히로시마가 교류전 연승 행진을 달리며 히로시마 도요 카프에 리그 선두 자리를 내주게 되고 만다. 이후 선두 히로시마가 부진한 틈을 타 4.5경기차까지 추격하지만, 히로시마의 경기력이 다시 살아나며 다시 차이가 벌어지기 시작했고 8월 24일, 두 팀간의 맞대결에서 패배해 히로시마에게 매직 넘버를 점등시켜주고 만다. 이후 팀이 연패에 빠져 히로시마의 매직 넘버는 빠르게 사라졌고 9월 10일 다시 가진 히로시마와의 맞대결에서 패배하며 히로시마 도요 카프가 2년 연속 센트럴 리그 우승을 확정짓는 모습을 지켜봐야만 했다. 리그 종반 요코하마 DeNA 베이스타스와의 2위 싸움 끝에 힘겹게 리그 2위 자리를 확정지었다. 사카모토 하야토가 개인 첫 타격왕에 올랐으며, 스가노 도모유키가 방어율과 탈삼진에서 모두 1위를 차지했다. 또한 사와무라 히로카즈가 37세이브를 거두며 구원왕에 올랐으나, 정작 다구치 가즈토를 제외하고 팀 내 두 자릿수 승수를 올린 선발 투수는 없었다.
클라이맥스 시리즈에서는 처음 클라이맥스 시리즈에 진출한 요코하마 DeNA 베이스타스와 퍼스트 스테이지를 치뤘지만, 1승 2패로 탈락. 5년 연속 파이널 스테이지 진출 기록에는 실패했다. 10월 13일, 준족 스페셜리스트 스즈키 다카히로가 현역 은퇴를 선언했다. 오프 시즌에는 총액 30억엔을 투자, 소프트뱅크로부터 모리후쿠 마사히코, 요코하마에서 야마구치 슌, 닛폰햄에서 양다이강을, 새로운 마무리 후보로 외국인 선수 아르키메데스 카미네로를 영입했다.

## 역대 감독
- 미야케 다이스케(三宅大輔, 1934년 ~ 1935년)
- 아사누마 요시오(浅沼誉夫, 1935년 ~ 1936년)
- 후지모토 사다요시(藤本定義, 1936년 ~ 1942년)
- 나카지마 하루야스(中島治康, 1943년) 〈제1차〉
- 후지모토 히데오(藤本英雄, 1944년 ~ 1946년)
- 나카지마 하루야스(中島治康, 1946년 ~ 1947년) 〈제2차〉
- 미하라 오사무(三原脩, 1947년 ~ 1949년)
- 미즈하라 시게루(水原茂, 1950년 ~ 1960년)[15]
- 가와카미 데쓰하루(川上哲治, 1961년 ~ 1974년)
- 나가시마 시게오(長嶋茂雄, 1975년 ~ 1980년) 〈제1차〉
- 후지타 모토시(藤田元司, 1981년 ~ 1983년) 〈제1차〉
- 오 사다하루(王貞治, 1984년 ~ 1988년)
- 후지타 모토시(藤田元司, 1989년 ~ 1992년) 〈제2차〉
- 나가시마 시게오(長嶋茂雄, 1993년 ~ 2001년) 〈제2차〉
- 하라 다쓰노리(原辰徳, 2002년 ~ 2003년) 〈제1차〉
- 호리우치 쓰네오(堀内恒夫, 2004년 ~ 2005년)
- 하라 다쓰노리(原辰徳, 2006년 ~ 2015년) 〈제2차〉
- 다카하시 요시노부(高橋由伸, 2016년 ~ 2018년)
- 하라 다쓰노리(原辰徳, 2019년 ~ 2023년) 〈제3차〉
- 아베 신노스케(阿部慎之助, 2024년 ~ )

※ 〈 〉은 재임 차수.

## 연도별 성적
| 연도        | 감독                              | 순위                             | 경기                             | 승리                             | 패전                             | 무승부                           | 승률                             | 승차                             | 타율                             | 홈런                             | 평균자책점                       |
| ----------- | --------------------------------- | -------------------------------- | -------------------------------- | -------------------------------- | -------------------------------- | -------------------------------- | -------------------------------- | -------------------------------- | -------------------------------- | -------------------------------- | -------------------------------- |
| 1936년      | 후지모토 사다요시                 |                                  | 7                                | 2                                | 5                                | 0                                | .286                             |                                  | .238                             | 2                                | 3.48                             |
| 1936년 추계 | 후지모토 사다요시                 |                                  | 27                               | 18                               | 9                                | 0                                | .667                             |                                  | .210                             | 1                                | 1.40                             |
| 1937년 춘계 | 후지모토 사다요시                 | 1위                              | 56                               | 41                               | 13                               | 2                                | .759                             | -                                | .242                             | 7                                | 1.53                             |
| 1937년 추계 | 후지모토 사다요시                 | 2위                              | 48                               | 30                               | 18                               | 0                                | .625                             | 9                                | .255                             | 21                               | 2.31                             |
| 1938년 춘계 | 후지모토 사다요시                 | 2위                              | 35                               | 24                               | 11                               | 0                                | .686                             | 5                                | .250                             | 7                                | 2.69                             |
| 1938년 추계 | 후지모토 사다요시                 | 1위                              | 40                               | 30                               | 9                                | 1                                | .769                             | -                                | .241                             | 22                               | 2.04                             |
| 1939년      | 후지모토 사다요시                 | 1위                              | 96                               | 66                               | 26                               | 4                                | .717                             | -                                | .266                             | 26                               | 2.07                             |
| 1940년      | 후지모토 사다요시                 | 1위                              | 104                              | 76                               | 28                               | 0                                | .731                             | -                                | .237                             | 23                               | 1.56                             |
| 1941년      | 후지모토 사다요시                 | 1위                              | 86                               | 62                               | 22                               | 2                                | .738                             | -                                | .249                             | 23                               | 1.75                             |
| 1942년      | 후지모토 사다요시                 | 1위                              | 105                              | 73                               | 27                               | 5                                | .730                             | -                                | .231                             | 19                               | 1.57                             |
| 1943년      | 나카지마 하루야스                 | 1위                              | 84                               | 54                               | 27                               | 3                                | .667                             | -                                | .208                             | 12                               | 1.38                             |
| 1944년      | 후지모토 히데오                   | 2위                              | 35                               | 19                               | 14                               | 2                                | .576                             | 8                                | .236                             | 5                                | 1.92                             |
| 1945년      | 제2차 세계 대전에 의한 경기 중단  | 제2차 세계 대전에 의한 경기 중단 | 제2차 세계 대전에 의한 경기 중단 | 제2차 세계 대전에 의한 경기 중단 | 제2차 세계 대전에 의한 경기 중단 | 제2차 세계 대전에 의한 경기 중단 | 제2차 세계 대전에 의한 경기 중단 | 제2차 세계 대전에 의한 경기 중단 | 제2차 세계 대전에 의한 경기 중단 | 제2차 세계 대전에 의한 경기 중단 | 제2차 세계 대전에 의한 경기 중단 |
| 1946년      | 후지모토 히데오·나카지마 하루야스 | 2위                              | 105                              | 64                               | 39                               | 2                                | .621                             | 1                                | .257                             | 24                               | 2.59                             |
| 1947년      | 나카지마 하루야스·미하라 오사무   | 5위                              | 119                              | 56                               | 59                               | 4                                | .487                             | 22.5                             | .242                             | 27                               | 2.65                             |
| 1948년      | 미하라 오사무                     | 2위                              | 140                              | 83                               | 55                               | 2                                | .601                             | 5                                | .256                             | 95                               | 2.27                             |
| 1949년      | 미하라 오사무                     | 1위                              | 134                              | 85                               | 48                               | 1                                | .639                             | -                                | .273                             | 125                              | 3.15                             |
| 1950년      | 미즈하라 시게루                   | 3위                              | 140                              | 82                               | 54                               | 4                                | .603                             | 17.5                             | .268                             | 126                              | 2.90                             |
| 1951년      | 미즈하라 시게루                   | 1위                              | 114                              | 79                               | 29                               | 6                                | .731                             | -                                | .291                             | 92                               | 2.62                             |
| 1952년      | 미즈하라 시게루                   | 1위                              | 120                              | 83                               | 37                               | 0                                | .692                             | -                                | .292                             | 77                               | 2.45                             |
| 1953년      | 미즈하라 시게루                   | 1위                              | 125                              | 87                               | 37                               | 1                                | .702                             | -                                | .283                             | 80                               | 2.48                             |
| 1954년      | 미즈하라 시게루                   | 2위                              | 130                              | 82                               | 47                               | 1                                | .636                             | 5.5                              | .271                             | 88                               | 2.38                             |
| 1955년      | 미즈하라 노부시게                 | 1위                              | 130                              | 92                               | 37                               | 1                                | .713                             | -                                | .266                             | 84                               | 1.75                             |
| 1956년      | 미즈하라 노부시게                 | 1위                              | 130                              | 82                               | 44                               | 4                                | .646                             | -                                | .258                             | 100                              | 2.08                             |
| 1957년      | 미즈하라 노부시게                 | 1위                              | 130                              | 74                               | 53                               | 3                                | .581                             | -                                | .241                             | 93                               | 2.39                             |
| 1958년      | 미즈하라 노부시게                 | 1위                              | 130                              | 77                               | 52                               | 1                                | .596                             | -                                | .253                             | 101                              | 2.37                             |
| 1959년      | 미즈하라 노부시게                 | 1위                              | 130                              | 77                               | 48                               | 5                                | .612                             | -                                | .245                             | 117                              | 2.54                             |
| 1960년      | 미즈하라 시게루                   | 2위                              | 130                              | 66                               | 61                               | 3                                | .519                             | 4.5                              | .229                             | 106                              | 3.09                             |
| 1961년      | 가와카미 데쓰하루                 | 1위                              | 130                              | 71                               | 53                               | 6                                | .569                             | -                                | .227                             | 89                               | 2.50                             |
| 1962년      | 가와카미 데쓰하루                 | 4위                              | 134                              | 67                               | 63                               | 4                                | .515                             | 8                                | .232                             | 102                              | 2.47                             |
| 1963년      | 가와카미 데쓰하루                 | 1위                              | 140                              | 83                               | 55                               | 2                                | .601                             | -                                | .247                             | 143                              | 2.57                             |
| 1964년      | 가와카미 데쓰하루                 | 3위                              | 140                              | 71                               | 69                               | 0                                | .507                             | 11                               | .235                             | 147                              | 3.01                             |
| 1965년      | 가와카미 데쓰하루                 | 1위                              | 140                              | 91                               | 47                               | 2                                | .659                             | -                                | .246                             | 106                              | 2.54                             |
| 1966년      | 가와카미 데쓰하루                 | 1위                              | 134                              | 89                               | 41                               | 4                                | .685                             | -                                | .243                             | 114                              | 2.24                             |
| 1967년      | 가와카미 데쓰하루                 | 1위                              | 134                              | 84                               | 46                               | 4                                | .646                             | -                                | .265                             | 162                              | 2.87                             |
| 1968년      | 가와카미 데쓰하루                 | 1위                              | 134                              | 77                               | 53                               | 4                                | .592                             | -                                | .262                             | 177                              | 3.35                             |
| 1969년      | 가와카미 데쓰하루                 | 1위                              | 130                              | 73                               | 51                               | 6                                | .589                             | -                                | .263                             | 147                              | 3.30                             |
| 1970년      | 가와카미 데쓰하루                 | 1위                              | 130                              | 79                               | 47                               | 4                                | .627                             | -                                | .240                             | 131                              | 2.46                             |
| 1971년      | 가와카미 데쓰하루                 | 1위                              | 130                              | 70                               | 52                               | 8                                | .574                             | -                                | .253                             | 123                              | 2.94                             |
| 1972년      | 가와카미 데쓰하루                 | 1위                              | 130                              | 74                               | 52                               | 4                                | .587                             | -                                | .254                             | 158                              | 3.43                             |
| 1973년      | 가와카미 데쓰하루                 | 1위                              | 130                              | 66                               | 60                               | 4                                | .524                             | -                                | .253                             | 149                              | 3.25                             |
| 1974년      | 가와카미 데쓰하루                 | 2위                              | 130                              | 71                               | 50                               | 9                                | .587                             | 0                                | .253                             | 159                              | 3.05                             |
| 1975년      | 나가시마 시게오                   | 6위                              | 130                              | 47                               | 76                               | 7                                | .382                             | 27                               | .236                             | 117                              | 3.53                             |
| 1976년      | 나가시마 시게오                   | 1위                              | 130                              | 76                               | 45                               | 9                                | .628                             | -                                | .280                             | 167                              | 3.58                             |
| 1977년      | 나가시마 시게오                   | 1위                              | 130                              | 80                               | 46                               | 4                                | .635                             | -                                | .280                             | 181                              | 3.48                             |
| 1978년      | 나가시마 시게오                   | 2위                              | 130                              | 65                               | 49                               | 16                               | .570                             | 3                                | .270                             | 136                              | 3.61                             |
| 1979년      | 나가시마 시게오                   | 5위                              | 130                              | 58                               | 62                               | 10                               | .483                             | 10.5                             | .259                             | 154                              | 3.85                             |
| 1980년      | 나가시마 시게오                   | 3위                              | 130                              | 61                               | 60                               | 9                                | .504                             | 14                               | .243                             | 153                              | 2.95                             |
| 1981년      | 후지타 모토시                     | 1위                              | 130                              | 73                               | 48                               | 9                                | .603                             | -                                | .268                             | 135                              | 2.88                             |
| 1982년      | 후지타 모토시                     | 2위                              | 130                              | 66                               | 50                               | 14                               | .569                             | 0.5                              | .254                             | 133                              | 2.93                             |
| 1983년      | 후지타 모토시                     | 1위                              | 130                              | 72                               | 50                               | 8                                | .590                             | -                                | .275                             | 156                              | 3.77                             |
| 1984년      | 오 사다하루                       | 3위                              | 130                              | 67                               | 54                               | 9                                | .554                             | 8.5                              | .268                             | 186                              | 3.66                             |
| 1985년      | 오 사다하루                       | 3위                              | 130                              | 61                               | 60                               | 9                                | .504                             | 12                               | .279                             | 157                              | 3.96                             |
| 1986년      | 오 사다하루                       | 2위                              | 130                              | 75                               | 48                               | 7                                | .610                             | 0                                | .270                             | 155                              | 3.12                             |
| 1987년      | 오 사다하루                       | 1위                              | 130                              | 76                               | 43                               | 11                               | .639                             | -                                | .281                             | 159                              | 3.06                             |
| 1988년      | 오 사다하루                       | 2위                              | 130                              | 68                               | 59                               | 3                                | .535                             | 12                               | .268                             | 134                              | 3.09                             |
| 1989년      | 후지타 모토시                     | 1위                              | 130                              | 84                               | 44                               | 2                                | .656                             | -                                | .263                             | 106                              | 2.56                             |
| 1990년      | 후지타 모토시                     | 1위                              | 130                              | 88                               | 42                               | 0                                | .677                             | -                                | .267                             | 134                              | 2.83                             |
| 1991년      | 후지타 모토시                     | 4위                              | 130                              | 66                               | 64                               | 0                                | .508                             | 8                                | .253                             | 128                              | 3.72                             |
| 1992년      | 후지타 모토시                     | 2위                              | 130                              | 67                               | 63                               | 0                                | .515                             | 2                                | .262                             | 139                              | 3.69                             |
| 1993년      | 나가시마 시게오                   | 3위                              | 131                              | 64                               | 66                               | 1                                | .492                             | 16                               | .238                             | 105                              | 3.22                             |
| 1994년      | 나가시마 시게오                   | 1위                              | 130                              | 70                               | 60                               | 0                                | .538                             | -                                | .258                             | 122                              | 3.41                             |
| 1995년      | 나가시마 시게오                   | 3위                              | 131                              | 72                               | 58                               | 1                                | .554                             | 10                               | .252                             | 139                              | 3.40                             |
| 1996년      | 나가시마 시게오                   | 1위                              | 130                              | 77                               | 53                               | 0                                | .592                             | -                                | .253                             | 147                              | 3.47                             |
| 1997년      | 나가시마 시게오                   | 4위                              | 135                              | 63                               | 72                               | 0                                | .467                             | 20                               | .251                             | 150                              | 3.69                             |
| 1998년      | 나가시마 시게오                   | 3위                              | 135                              | 73                               | 62                               | 0                                | .541                             | 6                                | .267                             | 148                              | 3.74                             |
| 1999년      | 나가시마 시게오                   | 2위                              | 135                              | 75                               | 60                               | 0                                | .556                             | 6                                | .265                             | 182                              | 3.84                             |
| 2000년      | 나가시마 시게오                   | 1위                              | 135                              | 78                               | 57                               | 0                                | .578                             | -                                | .263                             | 203                              | 3.34                             |
| 2001년      | 나가시마 시게오                   | 2위                              | 140                              | 75                               | 63                               | 2                                | .543                             |                                  | .271                             | 196                              | 4.45                             |
| 2002년      | 하라 다쓰노리                     | 1위                              | 140                              | 86                               | 52                               | 2                                | .623                             | -                                | .272                             | 186                              | 3.04                             |
| 2003년      | 하라 다쓰노리                     | 3위                              | 140                              | 71                               | 66                               | 3                                | .518                             | 15.5                             | .262                             | 205                              | 4.43                             |
| 2004년      | 호리우치 쓰네오                   | 3위                              | 138                              | 71                               | 64                               | 3                                | .526                             | 8                                | .275                             | 259                              | 4.50                             |
| 2005년      | 호리우치 쓰네오                   | 5위                              | 146                              | 62                               | 80                               | 4                                | .437                             | 25.5                             | .260                             | 186                              | 4.80                             |
| 2006년      | 하라 다쓰노리                     | 4위                              | 146                              | 65                               | 79                               | 2                                | .451                             | 23.5                             | .251                             | 134                              | 3.65                             |
| 2007년      | 하라 다쓰노리                     | 1위                              | 144                              | 80                               | 63                               | 1                                | .559                             | -                                | .276                             | 191                              | 3.58                             |
| 2008년      | 하라 다쓰노리                     | 1위                              | 144                              | 84                               | 57                               | 3                                | .596                             | -                                | .266                             | 177                              | 3.37                             |
| 2009년      | 하라 다쓰노리                     | 1위                              | 144                              | 89                               | 46                               | 9                                | .659                             | -                                | .275                             | 182                              | 2.94                             |
| 2010년      | 하라 다쓰노리                     | 3위                              | 144                              | 79                               | 64                               | 1                                | .552                             | 1                                | .266                             | 226                              | 3.89                             |
| 2011년      | 하라 다쓰노리                     | 3위                              | 144                              | 71                               | 62                               | 11                               | .534                             | 3.5                              | .243                             | 108                              | 2.61                             |
| 2012년      | 하라 다쓰노리                     | 1위                              | 144                              | 86                               | 43                               | 15                               | .667                             | -                                | .256                             | 94                               | 2.16                             |
| 2013년      | 하라 다쓰노리                     | 1위                              | 144                              | 84                               | 53                               | 7                                | .613                             | -                                | .262                             | 145                              | 3.21                             |
| 2014년      | 하라 다쓰노리                     | 1위                              | 144                              | 82                               | 61                               | 1                                | .573                             | -                                | .257                             | 144                              | 3.58                             |
| 2015년      | 하라 다쓰노리                     | 2위                              | 143                              | 75                               | 67                               | 1                                | .528                             | 1.5                              | .243                             | 98                               | 2.78                             |
| 2016년      | 다카하시 요시노부                 | 2위                              | 143                              | 71                               | 69                               | 3                                | .507                             | 17.5                             | .251                             | 128                              | 3.45                             |
| 2017년      | 다카하시 요시노부                 | 4위                              | 143                              | 72                               | 68                               | 3                                | .514                             | 16.5                             | .249                             | 113                              | 3.31                             |
| 2018년      | 다카하시 요시노부                 | 3위                              | 143                              | 67                               | 71                               | 5                                | .486                             | 13.5                             | .257                             | 152                              | 3.79                             |
| 2019년      | 하라 다쓰노리                     | 1위                              | 143                              | 77                               | 64                               | 2                                | .546                             | -                                | .257                             | 183                              | 3.77                             |
| 2020년      | 하라 다쓰노리                     | 1위                              | 120                              | 67                               | 45                               | 8                                | .598                             | -                                | .255                             | 135                              | 3.34                             |
| 2021년      | 하라 다쓰노리                     | 3위                              | 143                              | 61                               | 62                               | 20                               | .496                             | 11                               | .242                             | 169                              | 3.63                             |
| 2022년      | 하라 다쓰노리                     | 4위                              | 143                              | 68                               | 72                               | 3                                | .486                             | 12.5                             | .242                             | 163                              | 3.69                             |
| 2023년      | 하라 다쓰노리                     | 4위                              | 143                              | 71                               | 70                               | 2                                | .504                             | 15.5                             | .252                             | 164                              | 3.39                             |

- 2023년 시즌 종료 기준, 순위에서 굵은 글씨는 일본 시리즈 우승.
- 통산 성적 : 6266승 358무 4540패(승률 .580)

## 구단 기록

### 경기·승패·승률에 관한 기록

1950년부터 현재까지의 팀 순위, 붉은점은 일본 시리즈 우승을 나타냄

- 리그 우승 : 48회 ※일본 프로 야구 기록
  - 단일 리그 시대 : 9회(1936년 추계 ~ 1937년 춘계, 1938년 추계 ~ 1943년, 1949년)
  - 양대 리그제 이후 : 39회(1951년 ~ 1953년, 1955년 ~ 1959년, 1961년, 1963년, 1965년 ~ 1973년, 1976년, 1977년, 1981년, 1983년, 1987년, 1989년, 1990년, 1994년, 1996년, 2000년, 2002년, 2007년 ~ 2009년, 2012년 ~ 2014년, 2019년 ~ 2020년, 2024년)
- 일본 시리즈 우승 : 22회(일본 프로 야구 기록)

(1951년 ~ 1953년, 1955년, 1961년, 1963년, 1965년 ~ 1973년, 1981년, 1989년, 1994년, 2000년, 2002년, 2009년, 2012년)
- 센트럴·퍼시픽 교류전 우승 : 2회

(2012년, 2014년)
- 클라이맥스 시리즈 우승 : 5회

(2008년, 2009년, 2012년, 2013년, 2019년)
- 아시아 시리즈 우승 : 1회

(2012년)
- 한일 클럽 챔피언십 우승 : 1회

(2009년)
- 연속 우승 최장 기록 : 9년(일본 프로 야구 기록)

(1965년 ~ 1973년)
- A클래스 : 79회
  - 단일 리그 시대 : 14회(1936년 추계 ~ 1946년, 1948년 ~ 1949년)
  - 양대 리그제 이후 : 65회(1950년 ~ 1961년, 1963년 ~ 1974년, 1976년 ~ 1978년, 1980년 ~ 1990년, 1992년 ~ 1996년, 1998년 ~ 2004년, 2007년 ~ 2016년, 2018년 ~ 2021년, 2024년)
- B클래스 : 11회
  - 단일 리그 시대 : 1회(1947년)
  - 양대 리그제 이후 : 10회(1962년, 1975년, 1979년, 1991년, 1997년, 2005년, 2006년, 2017년, 2022년 ~ 2023년)
- 연속 A클래스 진입 최장 기록 : 14년(1948년 ~ 1961년)
- 연속 B클래스 최장 기록 : 2년(2005년 ~ 2006년, 2022년 ~ 2023년)
- 시즌 최다 승리 : 92승(1955년)
- 시즌 최다 연승 : 15연승(1951년 7월 16일 ~ 8월 3일)
- 시즌 최다 패전 : 80패(2005년)
- 시즌 최다 연패 : 13연패(2017년 5월 25일 ~ 6월 9일)
- 시즌 최다 무승부 : 16무승부(1978년)
- 시즌 최고 승률 : .769(1938년 추계)

(양대 리그제 이후 : .731(1951년))
- 시즌 최저 승률 : .382(1975년)
- 통산 경기 : 9612경기(일본 프로 야구 기록)

(양대 리그제 이후 : 8391경기)
- 통산 승리 : 5471승(일본 프로 야구 기록)

(양대 리그제 이후 : 4688승)
- 통산 패전 : 3838패

(양대 리그제 이후 : 3428패)
- 통산 무승부 : 303무승부

(양대 리그제 이후 : 275무승부)
- 통산 승률 : .588(일본 프로 야구 기록)

(양대 리그제 이후 : .578)
- 최소 경기차 : 0.0경기차(1974년, 1986년)
- 최대 경기차 : 27.0경기차(1975년)
- 최장 경기 시간 : 5시간 42분(2004년 8월 20일, 대 히로시마 도요 카프)
- 최단 경기 시간 : 1시간 14분(1951년 3월 31일, 대 오사카 타이거스)

### 그 외의 기록

#### 팀 타격 기록
- 통산 홈런 : 9380개(일본 프로 야구 기록)

(양대 리그제 이후 : 8941개)
- 시즌 최다 득점 : 738득점(2004년)
- 시즌 최다 안타 : 1375개(2009년)
- 시즌 최다 2루타 : 221개(1953년)
- 시즌 최다 3루타 : 57개(1946년)
- 시즌 최다 홈런 : 259개(2004년, 일본 프로 야구 기록)
- 시즌 최다 루타 : 2340개(2004년, 일본 프로 야구 기록)
- 시즌 최소 홈런 : 1개(1936년 추계)
- 시즌 최다 타점 : 719타점(2004년)
- 시즌 최다 도루 : 212도루(1950년)
- 시즌 최다 희생타 : 144희생타(1990년)
- 시즌 최다 희생플라이 : 43개(1978년)
- 시즌 최다 사사구 : 591개(1950년, 일본 프로 야구 기록)
- 시즌 최다 삼진 : 1083삼진(2004년)
- 시즌 최고 타율 : .292(1952년)
- 시즌 최저 타율 : .208(1943년)

(양대 리그제 이후 : .227(1961년))
- 게임 최다 득점 : 26득점(1946년 8월 31일 대 주부니혼군, 1948년 10월 16일 대 다이요 로빈스)
- 게임 최다 안타 : 27개(1948년 10월 16일 대 다이요 로빈스)
- 게임 최다 2루타 : 11개(1948년 10월 16일 대 다이요 로빈스) ※일본 프로 야구 기록.
- 게임 최다 3루타 : 4개(1947년 8월 16일 대 한큐 브레이브스, 1957년 8월 27일 대 다이요 웨일스)
- 게임 최다 홈런 : 8개(1984년 7월 4일 대 야쿠르트 스왈로스, 1984년 9월 4일 대 주니치 드래건스, 1985년 6월 28일 대 한신 타이거스)
- 게임 최다 루타 : 59개(1948년 10월 16일 대 다이요 로빈스)
- 게임 최다 타점 : 25타점(1948년 10월 16일 대 다이요 로빈스)
- 게임 최다 도루 : 5도루(1943년 4월 11일 대 니시테쓰군, 1951년 9월 12일 대 고쿠테쓰 스왈로스)
- 게임 최다 희생타 : 4개(1952년 2차례, 1966년 1차례, 1987년 1차례)
- 게임 최다 희생플라이 : 4개(1939년 10월 8일, 일본 프로 야구 기록)
- 게임 최다 사사구 : 16개(1946년 8월 31일 대 주부니혼군)
- 게임 최다 삼진 : 17삼진(2004년 8월 1일 대 한신 타이거스)
- 이닝 최다 득점 : 13득점(1972년 6월 23일 대 야쿠르트 아톰스 6회, 일본 프로 야구 기록)
- 이닝 최다 안타 : 10개(1941년 5월 11일 대 한큐군 4회, 1951년 8월 8일 대 히로시마 카프 7회)
- 이닝 최다 2루타 : 6개(1948년 10월 16일 대 다이요 로빈스 5회, 일본 프로 야구 기록)
- 이닝 최다 3루타 : 4개(1947년 8월 16일 대 한큐 브레이브스 3회, 일본 프로 야구 기록)
- 이닝 최다 홈런 : 4개(1985년 9월 9일 대 요코하마 다이요 웨일스 4회, 1987년 5월 12일 대 한신 타이거스 7회, 1999년 7월 31일 대 히로시마 도요 카프 1회, 2000년 6월 21일 대 주니치 드래건스 7회)
- 이닝 최다 루타 : 18개(1948년 10월 16일 대 다이요 로빈스 5회)
- 이닝 최다 타점 : 13타점(1972년 6월 23일 대 야쿠르트 아톰스 6회, 일본 프로 야구 기록)
- 이닝 최다 도루 : 5도루(1937년 5월 16일 대 나고야 긴코군 1회)
- 이닝 최다 희생타 : 3개(다수)
- 이닝 최다 희생플라이 : 2개(다수)
- 이닝 최다 사사구 : 8개(1959년 10월 20일 대 주니치 드래건스 5회)
- 이닝 최다 삼진 : 4삼진(2004년 8월 1일 대 한신 타이거스 2회)
- 최다 연속 득점 : 10득점(2003년 4월 27일 대 요코하마 베이스타스 8회)
- 최다 연속 경기 득점 : 174경기(1980년 8월 4일 ~ 1981년 9월 20일)
- 최다 연속 이닝 무득점 : 31이닝(1985년 6월 5일 대 한신 타이거스 4회 ~ 6월 8일 대 주니치 드래건스 7회)
- 최다 연속 타석 안타 : 9타석(1996년 7월 9일 대 히로시마 도요 카프 2회, 일본 기록)
- 최다 연속 타수 안타 : 9타수(1954년 9월 29일 대 히로시마 카프 1회, 1볼넷을 사이에 둔다)
- 최다 연속 이닝 안타 : 21이닝(1985년 7월 10일 대 주니치 드래건스 6회 ~ 7월 16일 대 요코하마 다이요 웨일스 1회, 일본 기록)
- 최다 연속 경기 홈런 : 33경기(2004년 4월 2일 ~ 5월 12일, 개막으로부터의 연속 기록)
- 최다 연속 이닝 홈런 : 6이닝(1967년 10월 10일 대 히로시마 카프 2회 ~ 7회)
- 최다 연속 홈런 : 3명(통산 5차례)
- 최다 연속 타수 홈런 : 4명(1볼넷을 사이에 둔다)
- 최다 연속 사사구 : 5명(1963년 5월 3일 대 고쿠테쓰 스왈로스 2회, 1964년 4월 7일 대 고쿠테쓰 스왈로스 9회)
- 최다 연속 경기 도루 : 16경기(1951년 7월 29일 ~ 8월 9일)

#### 팀 투수 기록
- 시즌 최다 피안타 : 1427개(2005년)
- 시즌 최다 피홈런 : 193개(2004년)
- 시즌 최다 여사사구 : 529개(1978년)
- 시즌 최다 탈삼진 : 1123개(2003년)
- 시즌 최다 실점 : 737점(2005년)
- 시즌 최고 평균자책점 : 1.38(1943년)
- 시즌 최저 평균자책점 : 4.80(2005년)
- 게임 최다 피안타 : 25개(1994년 9월 10일 대 히로시마 도요 카프)
- 게임 최다 피홈런 : 8개(1949년 4월 26일 대 다이에이 스타스)
- 게임 최다 여사사구 : 16개(1985년 7월 30일 대 히로시마 도요 카프)
- 게임 최다 탈삼진 : 16개(1967년 6월 7일 대 다이요 웨일스, 1994년 8월 13일 대 한신 타이거스)
- 게임 최다 실점 : 19실점(1994년 9월 10일 대 히로시마 도요 카프, 2003년 6월 11일 대 야쿠르트 스왈로스, 2003년 9월 16일 대 주니치 드래건스)
- 이닝 최다 피안타 : 10개(1994년, 1997년, 1998년, 2003년에 4차례)
- 이닝 최다 피홈런 : 3개(다수)
- 이닝 최다 여사사구 : 10개(1978년 7월 6일 대 히로시마 도요 카프)
- 이닝 최다 탈삼진 : 4개(1997년 7월 4일 대 한신 타이거스 3회, 2005년 4월 6일 대 요코하마 베이스타스 6회)
- 이닝 최다 실점 : 12실점(2003년 9월 16일 대 주니치 드래건스 6회)
- 최다 연속 경기 완봉 승리 : 4경기(9차례, 일본 기록)
- 최다 연속 이닝 무실점 : 50이닝(1966년 6월 15일 ~ 6월 22일)
- 최다 연속 경기 피홈런 : 18경기(2001년 8월 11일 ~ 9월 2일)

## 영구 결번
- #1 오 사다하루(1989년 ~ )

개인 통산 홈런 세계 신기록(868개)을 수립한 공로를 인정받아 영구 결번으로 제정되었고 요미우리에서는 선수, 조감독, 그리고 감독으로 있을 당시 30년 동안 계속 사용했다. 한 사람이 같은 등번호를 30년 동안 계속 사용한 예는 오 사다하루 밖에 없다.
- #3 나가시마 시게오(1974년 ~ )

제2차 감독 시절이었던 2000년부터 2년 간 착용했다.
- #4 구로사와 도시오(1947년 ~ )

현역으로 있을 당시 장티푸스에 걸려 사망했는데 사와무라 에이지와 함께 야구계로서는 최초로 영구 결번이 되었다.
- #14 사와무라 에이지(1947년 ~ )

태평양 전쟁에서 전사해 전후에는 이마이즈미 가쓰요시와 사카모토 시게루가 착용하고 있었지만 앞에서 말한 구로사와와 함께 영구 결번이 되었다.
- #16 가와카미 데쓰하루(1965년 ~ )

은퇴 후에도 착용하고 있었지만 1965년 1월 일본 야구 명예의 전당의 헌액자로 결정된 이후에 영구 결번이 되었다. 당시 감독이었던 가와카미는 그 해부터 등번호를 77번으로 변경했다.
- #34 가네다 마사이치(1970년 ~ )

야구계에서는 최초로 통산 400승을 기록한 공로를 인정받아 영구 결번으로 제정되었다.

## 퍼펙트 게임·노히트 노런 달성자
요미우리 자이언츠에서는 구단 역사상 2명의 투수가 퍼펙트 게임을 달성한 것과 10명의 투수가 총 13차례의 노히트 노런을 달성하고 있다.
퍼펙트 게임 달성 투수
| 날짜            | 선수 이름       | 점수 | 상대팀             | 구장                 |
| --------------- | --------------- | ---- | ------------------ | -------------------- |
| 1950년 6월 28일 | 후지모토 히데오 | 4-0  | 니시닛폰 파이레츠  | 아오모리 시영 야구장 |
| 1994년 5월 18일 | 마키하라 히로미 | 6-0  | 히로시마 도요 카프 | 후쿠오카 돔          |

노히트 노런 달성 투수
| 날짜             | 선수 이름         | 점수 | 상대팀                                         | 구장               |
| ---------------- | ----------------- | ---- | ---------------------------------------------- | ------------------ |
| 1936년 9월 25일  | 사와무라 에이지   | 1-0  | 오사카 타이거스                                | 한신 고시엔 구장   |
| 1937년 5월 1일   | 사와무라 에이지   | 4-0  | 오사카 타이거스                                | 스사키 구장        |
| 1937년 7월 3일   | 빅토르 스타루힌   | 4-0  | 고라쿠엔 이글스                                | 스사키 구장        |
| 1939년 11월 3일  | 나카오 데루조     | 1-0  | 도쿄 세네터스                                  | 고라쿠엔 구장      |
| 1940년 7월 6일   | 사와무라 에이지   | 4-0  | 나고야 긴코군                                  | 니시노미야 구장    |
| 1941년 7월 16일  | 나카오 데루조     | 3-0  | 나고야 긴코군                                  | 고라쿠엔 구장      |
| 1943년 5월 22일  | 후지모토 히데오   | 3-0  | 나고야군                                       | 고라쿠엔 구장      |
| 1952년 7월 26일  | 오토모 다쿠미     | 17-0 | 쇼치쿠 로빈스                                  | 오사카 구장        |
| 1967년 10월 10일 | 호리우치 쓰네오   | 11-0 | 히로시마 카프                                  | 고라쿠엔 구장      |
| 1968년 5월 16일  | 조노우치 구니오   | 16-0 | 다이요 웨일스                                  | 고라쿠엔 구장      |
| 1970년 5월 18일  | 와타나베 히데타케 | 2-0  | 히로시마 도요 카프                             | 고라쿠엔 구장      |
| 1976년 4월 18일  | 가토 하지메       | 5-0  | 히로시마 도요 카프                             | 히로시마 시민 구장 |
| 2012년 5월 30일  | 스기우치 도시야   | 2-0  | 도호쿠 라쿠텐 골든이글스(센트럴·퍼시픽 교류전) | 도쿄 돔            |

참고 기록
| 1971년 9월 6일 | 스가와라 가쓰야 | 4-0 | 야쿠르트 아톰스 | 메이지 진구 야구장 |

7회초 1사 강우 콜드 게임이기 때문에 센트럴 리그 참고 기록이다.

### 사상 최초의 노히트
노히트 노런의 일본 프로 야구 제 1호 달성자는 도쿄 교진군(당시)에서 탄생했다. 도쿄 교진군의 당시 에이스 투수였던 사와무라 에이지가 1936년 9월 25일 한신 고시엔 구장에서 열린 추계 오사카 1차 리그전인 오사카 타이거스와의 경기에서 달성한 것으로 사와무라는 이듬해 1937년 5월 1일에 스사키 구장에서 열린 춘계 경기(오사카 타이거스전), 더욱 1940년 7월 6일에 니시노미야 구장에서 열린 나고야 긴코군전까지 총 3차례 노히트 노런을 달성했다. 이것은 전후 달성한 소토코바 요시로(히로시마 도요 카프)와 대등한 일본 프로 야구의 최다 타이 기록이다.

### 퍼펙트 게임
일본 프로 야구에서 퍼펙트 게임을 달성한 선수는 15명에 불과하지만 1936년부터 직업 야구 연맹에 가입하고 있는 요미우리 자이언츠에서 퍼펙트 게임을 달성한 선수는 2명이다. 일본 야구계에서의 최초로 퍼펙트 게임을 달성한 선수는 후지모토 히데오였는데 1950년 6월 28일 아오모리 시영 야구장에서 열린 니시닛폰 파이레츠와의 경기에서 자신의 두 번째(전쟁 전이었던 1943년에도 나고야전에서 달성) 노히트 노런을 퍼펙트 게임으로 장식했다.
또 20세기 마지막 퍼펙트 게임을 달성한 선수가 마키하라 히로미였는데 1994년 5월 18일 후쿠오카 돔에서 열린 구단 창설 7000경기째를 기념하는 정규 경기인 히로시마전에서 마키하라는 역대 15번째이자 1978년의 이마이 유타로(한큐 브레이브스) 이래 퍼펙트 게임을 달성했다. 반대로 요미우리가 퍼펙트 게임을 달성한 것은 70여년의 구단 역사상 한 번도 없었다.

## 역대 홈구장
- 고라쿠엔 구장(1937년 ~ 1987년)
- 도쿄 돔(1988년 ~ 현재)

## 같이 보기
- 오 사다하루
- 우에하라 고지
- 마쓰이 히데키
- 사와무라 에이지

## 역대 한국인 선수
- 조성민
- 정민태
- 정민철
- 이승엽